# КТМ-5
КТМ-5М3 (71-605 відповідно до Єдиної нумерації вагонів) — радянський і російський високопідлоговий чотириосний односторонній трамвайний вагон. Перші прототипи даного трамвайного вагона було побудовано в 1963 році на Усть-Катавському вагонобудівному заводі імені Кірова (УКВЗ), а серійне виробництво тривало з 1969 по 1992 рік. Дана модель трамвайних вагонів виробництва УКВЗ більш відома під назвою «КТМ-5М3», котра була офіційною до липня 1976 року, до моменту, коли в СРСР було введено єдину нумерацію типів рухомого складу для трамваю і метро. Абревіатура «КТМ» за однією з версій позначала «Кіровський трамвай моторний», за назвою заводу-виробника. Після 1976 року абревіатурою «КТМ» неофіційно називали й називають всі наступні серійні зразки продукції УКВЗ: трамвайні вагони типів 71-608, 71-619 і 71-623 (відповідно, КТМ-8, КТМ-19 і КТМ-23).
Всього було збудовано більш ніж 14 000 вагонів КТМ-5М, КТМ-5М3, 71-605, 71-605У і 71-605А всіх модифікацій, що дозволило їм стати наймасовішою моделлю трамвайного вагона в світі. З 1969 року й дотепер вони працюють з пасажирами в багатьох трамвайних господарствах Росії, України, Білорусі, Казахстану, а також в Латвії (Даугавпілс) — 1 вагон, і є єдиним типом вагонів у деяких містах (наприклад, у Мозирі). Конструкція вагона досить дешева, проста і технологічна, проте має ряд недоліків, найбільш серйозним з яких є мала механічна міцність корпуса й нетривалий термін служби.

## Історія

### Передумови створення
Початок 1960-х років для трамвайних господарств Радянського Союзу був досить суперечливим часом. У Москві (а також ряді інших міст) тривала кампанія зі зняття трамвайних колій в історичному центрі, але протяжність шляхів в цілому збільшилася за рахунок побудови нових ліній до околиць і колишніх передмість, що увійшли до меж міста. У багатьох містах СРСР відкривалися нові трамвайні системи, для обслуговування яких не вистачало рухомого складу, тому в якості хоч якогось вирішення проблеми використовували довоєнні вагони. Дуже часто це був вживаний рухомий склад з трамвайних господарств інших міст, куди поставляли порівняно нечисленні нові вагони. Крім того, в той час існувала ще одна проблема: зростання пасажиропотоків практично в усіх великих містах СРСР, з яким не справлялися двовісні вагони типів Х/М і КТМ-1 + КТП-1, котрі на той час найбільш масово випускалися. Ця обставина вимагала розробки нових типів рухомого складу: зчленованих і здатних працювати по системі багатьох одиниць (СБО) чотиривісних трамвайних вагонів.
Станом на 1963 рік, в СРСР випускали два типи чотиривісних трамвайних вагонів: ЛМ-57 на Ленінградському вагоноремонтному заводі (ВАРЗ № 1) і РВЗ-6 на РВЗ. Також масово поставлялися до великих міст СРСР чехословацькі вагони «Татра». Крім вагонів «Татра», більшість радянських трамваїв не могло працювати в складі двовагонного поїзда по СБО (місцеві винаходи СБО з них у Горькому і Харкові залишилися одиничними курйозами) і були нетехнологічними у виробництві — наприклад, вельми трудомісткою було будівництво клепаних корпусів. Крім того, ВАРЗ № 1 орієнтувався, в основному, на потреби Ленінграда і не мав великого резерву своїх виробничих потужностей для постачання в інші міста країни, а в Ризького заводу трамваї не були основною продукцією, головним був випуск залізничної техніки та електрифікованого рухомого складу. Великим потенціалом з випуску трамваїв мав Усть-Катавський вагонобудівний завод імені Кірова (УКВЗ), який на той час випускав більш прості за своєю конструкцією двовісні моторні та причіпні вагони КТМ-1 + КТП-1 і КТМ-2 + КТП- 2.
Для масового оновлення вагонного парку трамвая в провінційних містах вирішили розробити і впровадити в серійне виробництво чотиривісний двовізковий трамвайний вагон з реостатно-контакторною системою управління (РКСУ), здатний працювати в СБО, саме на УКВЗ. Оскільки на той час Москва вже отримала першу партію чехословацьких вагонів Татра Т3 і певний час експлуатувала T-2, то було вирішено запозичити для нової розробки реалізований в них передовий зарубіжний досвід (як відомо, чехословацькі вагони були ліцензійними версіями американських трамваїв PCC). Зокрема, співробітникам Міністерства комунального господарства Української РСР (Мінкомгосп), який завідував виробництвом трамваїв, сподобалася реалізована в «Татрах» ідея повної відмови від пневматичного обладнання. УКВЗ вже експериментував з позбавленим пневматики вагонами, побудувавши дослідний поїзд КТМ-3 + КТП-3 — версію КТМ-2 + КТП-2 без пневматичного обладнання, але цей варіант у серійне виробництво не пішов. Також частину напрацювань, які стосувалися чотиривісних вагонів, було запозичено у ленінградських вагонобудівників, які мали значний досвід у цій галузі.

### КТМ-5, КТМ-5М

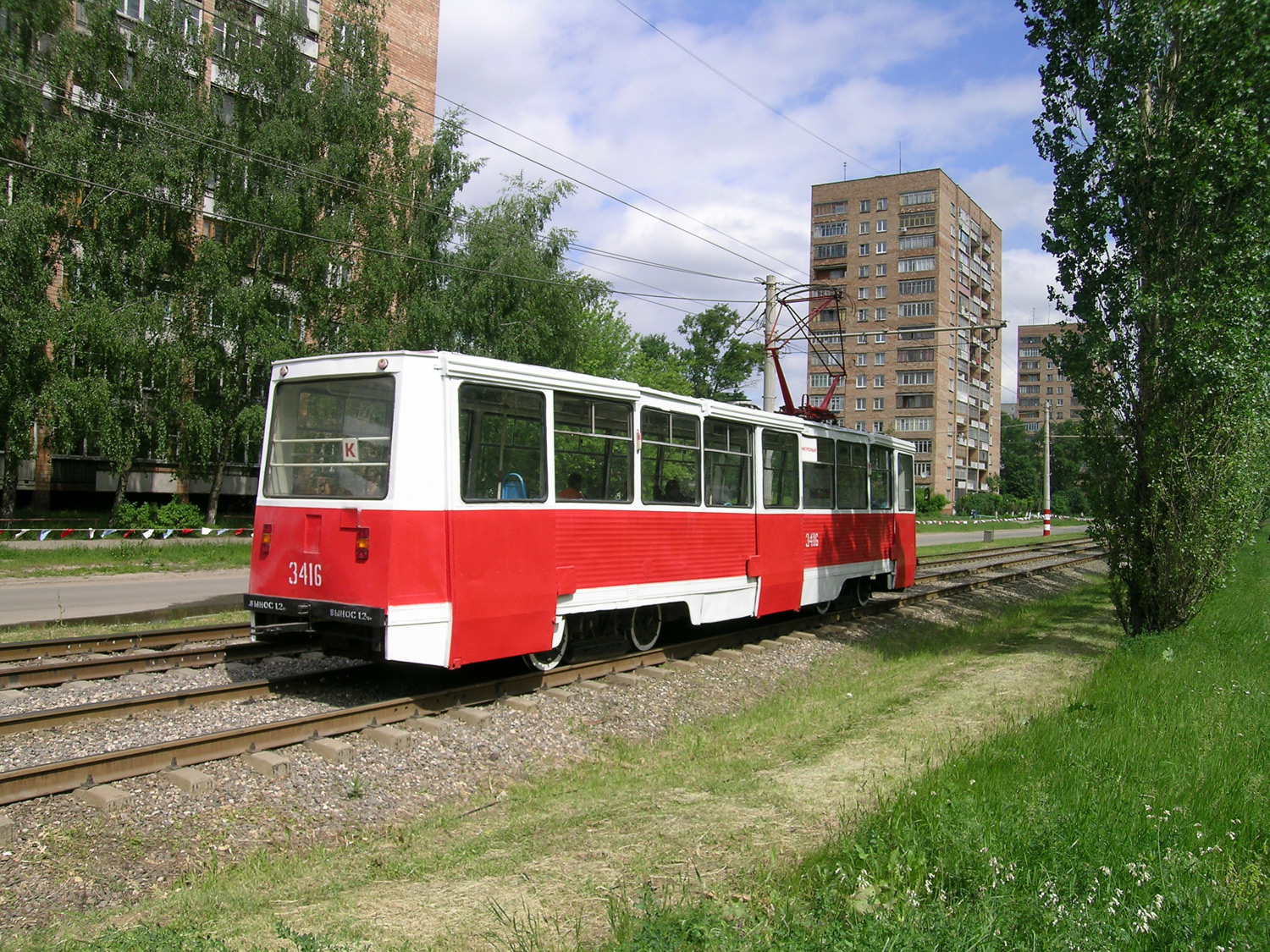
Трамвайний вагон 71-605 в Нижньому Новгороді, вид ззаду справа

У 1963 році на світ з'явився «Катавський трамвай моторний 5-ї моделі» (КТМ-5). Головним конструктором вагона був В. Д. Леонідов. Зовні перші два вагони КТМ-5 дуже сильно нагадували «гібрид» ЛМ-57 і T-3. Два прототипи було відправлено в Челябінськ, але, пропрацювавши там в депо № 2 певний час в 1965 році їх було повернено на завод. У цей час у зв'язку із затвердженням нової концепції дизайну транспортних засобів завод зобов'язали сконструювати трамвайний вагон з прямокутними формами.
У середині 1960-х років в СРСР змінилася «мода» на зовнішній дизайн транспортних засобів. Округлі обтічні форми було відкинуто на користь більш простих «гранованих». Удосконалюючи електрообладнання (головний конструктор А. В. Федотов), УКВЗ для модифікованих вагонів КТМ-5М «Урал» вибрав зовнішній «рубаний» дизайн Всесоюзного науково-дослідного інституту технічної естетики, який був уже схожий на остаточний варіант майбутнього КТМ-5М3. Знову ж за зразком чехословацьких «Татр», з метою полегшення вагона, в його конструкції широко застосовували пластик (перші два КТМ-5 мали суцільнометалевий кузов). При цьому чехів навіть «перевершили» — у «Татри» T-3 пластиковими є тільки кінцеві частини, а КТМ-5М мав повністю пластиковий кузов і ряд внутрішніх деталей. Це «досягнення» було викликано тим, що загальна маса вагона «КТМ» перевищувала «Татру». Вперше на вагонах КТМ не було кватирок, а вентиляція салону була примусовою; традиційні двомісні сидіння диванного типу замінили на роздільні, з деяким наближенням до анатомічного типу. У 1966 році два дослідних КТМ-5М «Урал» випробовувалися в московському депо імені Апакова, а пізніше демонструвалися на виставці «Інтерпобутмаш-69». Дослідні вагони не були ідентичними, вони відрізнялися конструкцією силових елементів кузова, склінням і розташуванням вентиляції на даху. У грудні 1968 року на УКВЗ закінчилося будівництво цеху з конвеєрного збирання чотиривісних трамвайних вагонів і незабаром почалося серійне виробництво спрощених вагонів КТМ-5М: від системи примусової вентиляції пасажирського салону відмовилися, повернувшись до кватирок в зменшеному за площею бортовому склі, а для вентиляції кабіни водія у вагона з'явилася надбудова над лобовим склом. Перші серійні КТМ-5М «Урал» надійшли до Омська і Томська.
У 1970 році Московський енергетичний інститут розробив тиристорно-імпульсну систему управління, яка випробовувалася на дослідному вагоні КТМ-5М в депо імені Кірова в Москві. Цей вагон з пасажирами не працював після закінчення тестових випробувань, його було відправлено на завод для усунення виявлених недоліків конструкції.

### КТМ-5М3 (71-605)

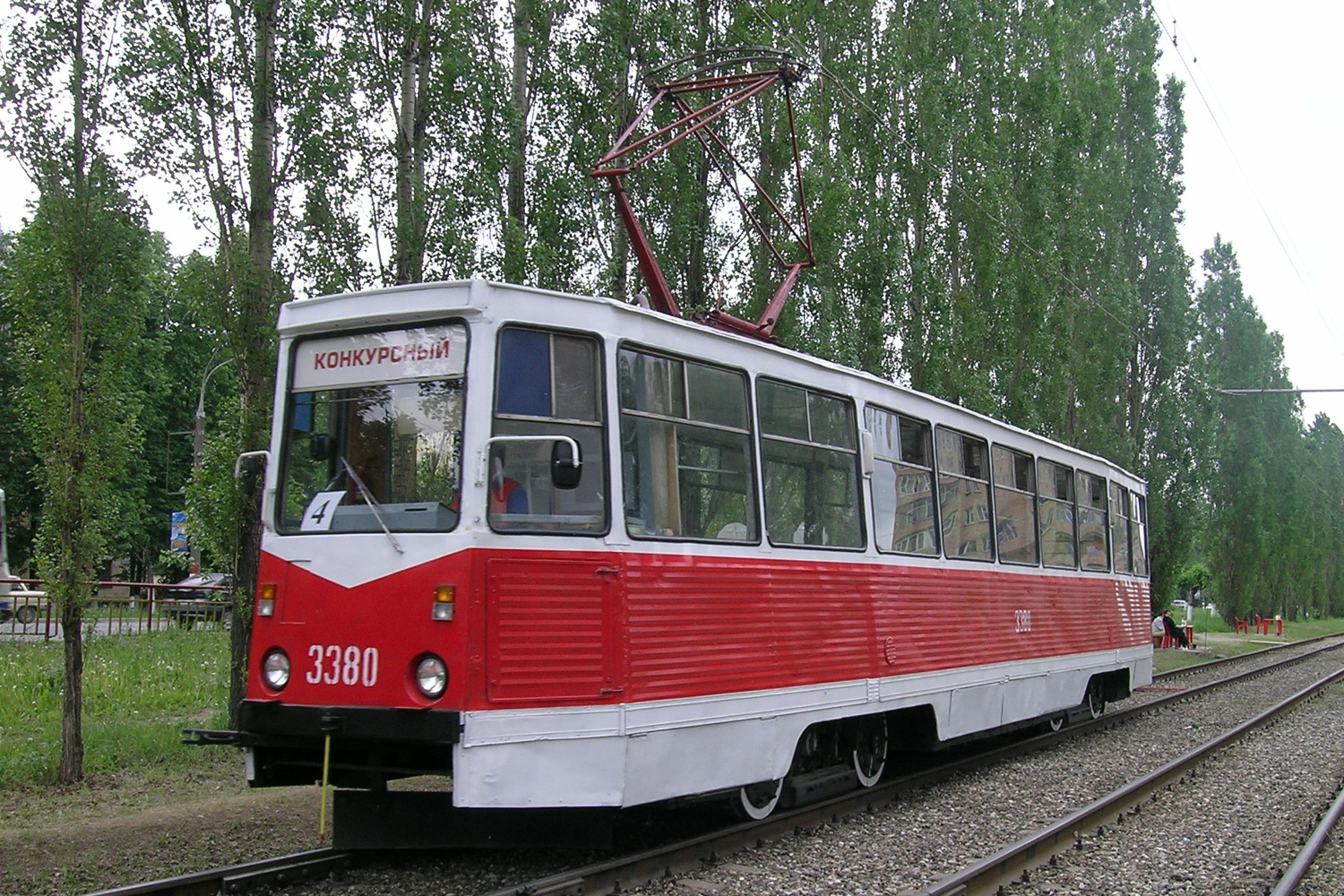
Трамвайний вагон 71-605 в Нижньому Новгороді, вид спереду зліва

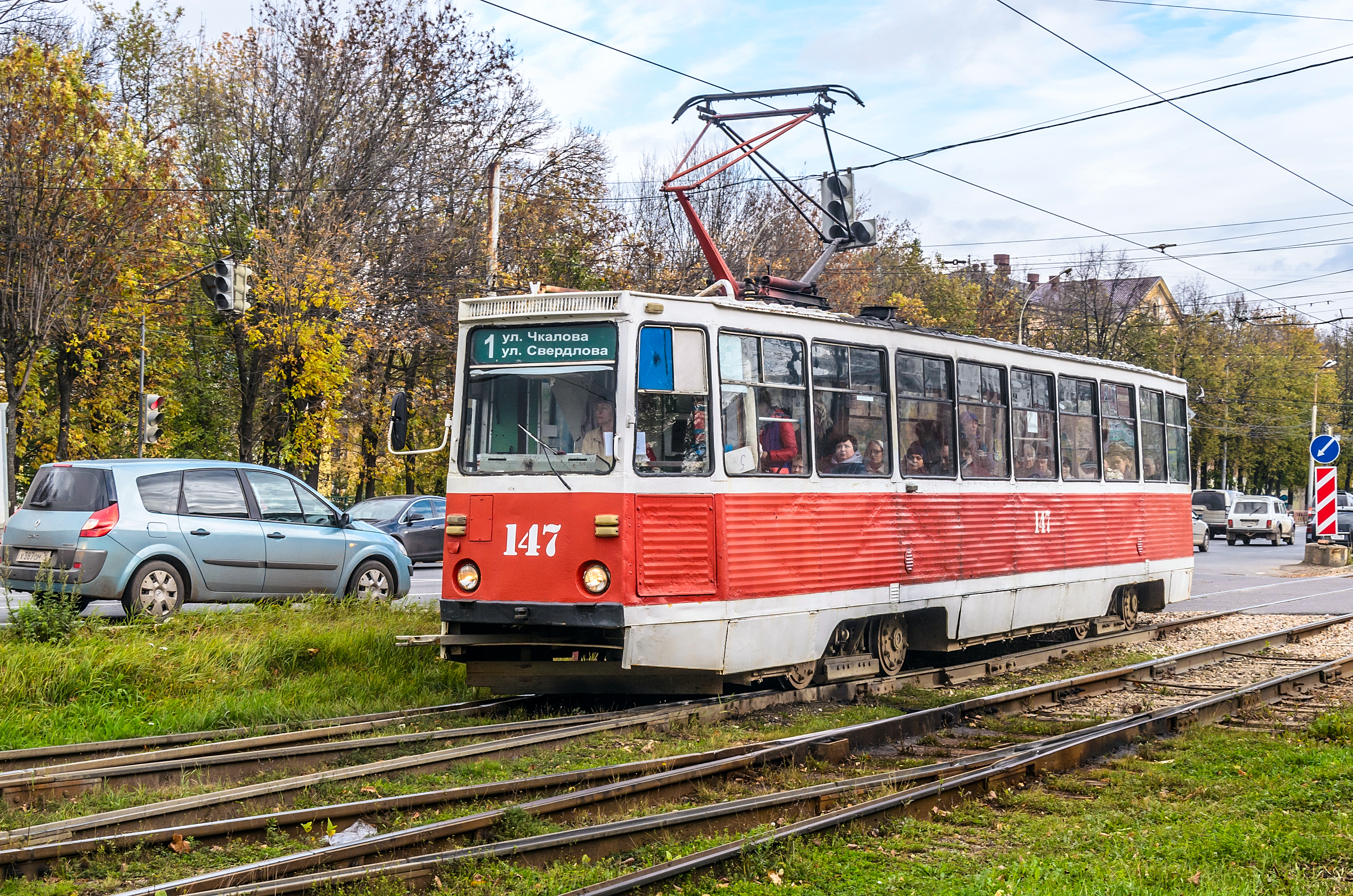
Трамвайний вагон 71-605A на проспекті Жовтня в Ярославлі

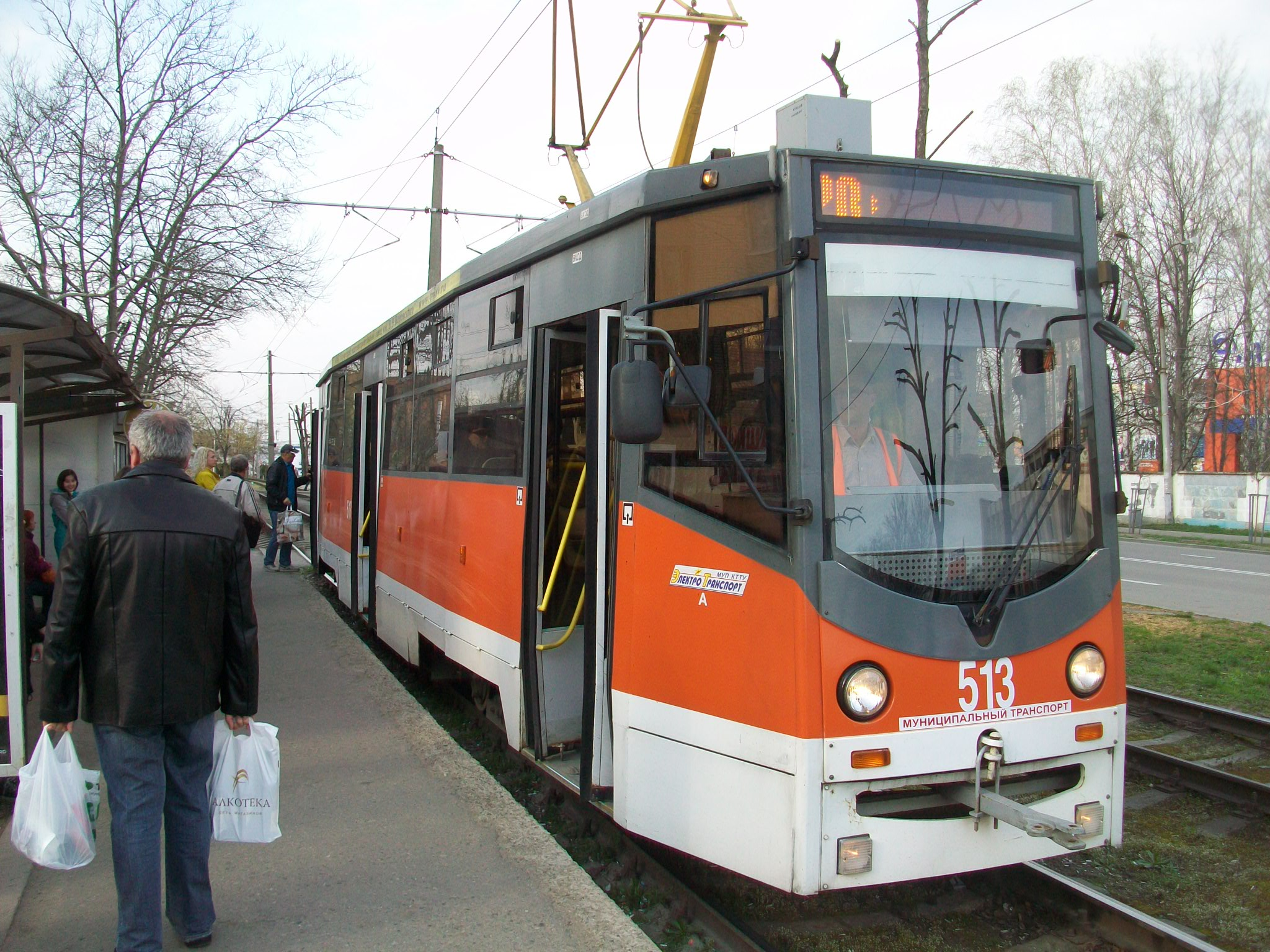
Модернізований трамвайний вагон 71-605ТН в Краснодарі

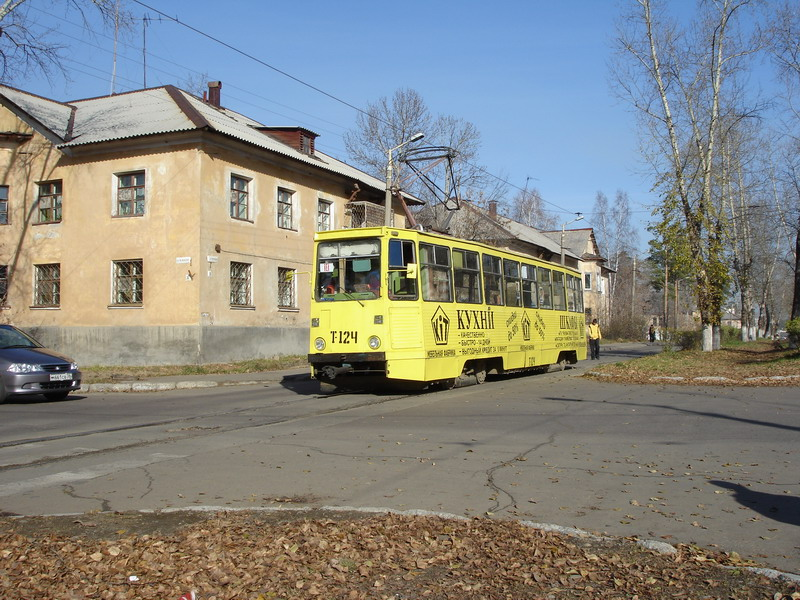
Трамвайний вагон 71-605 в Ангарську, вид спереду зліва

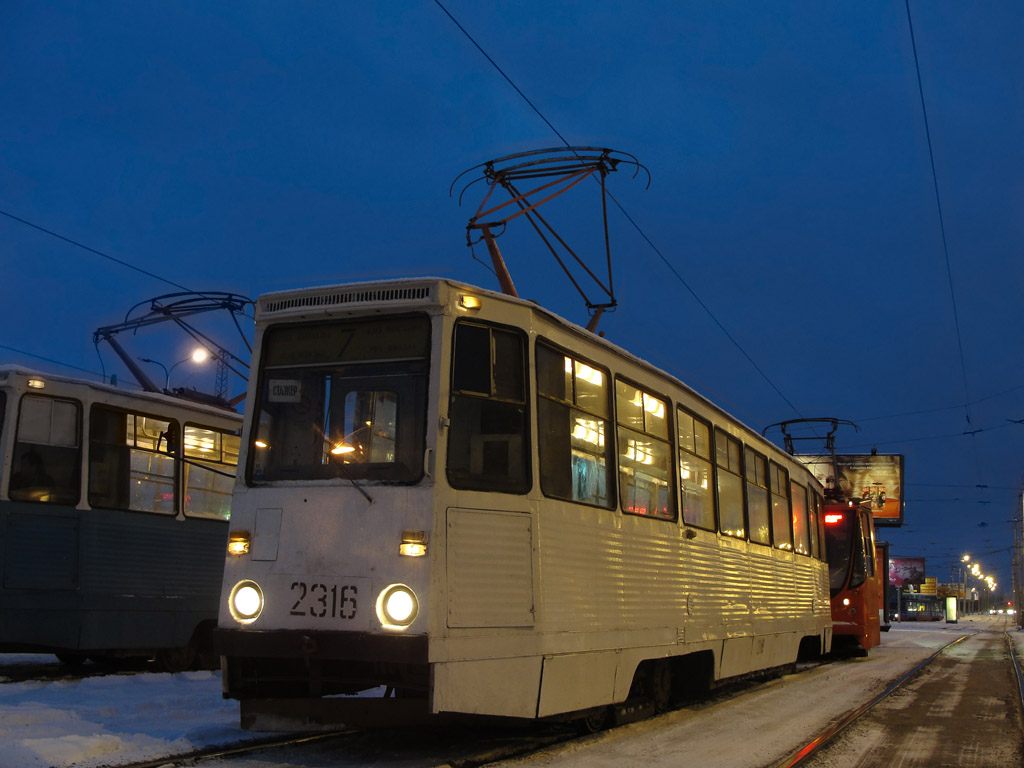
Трамвайний вагон 71-605 в Казані

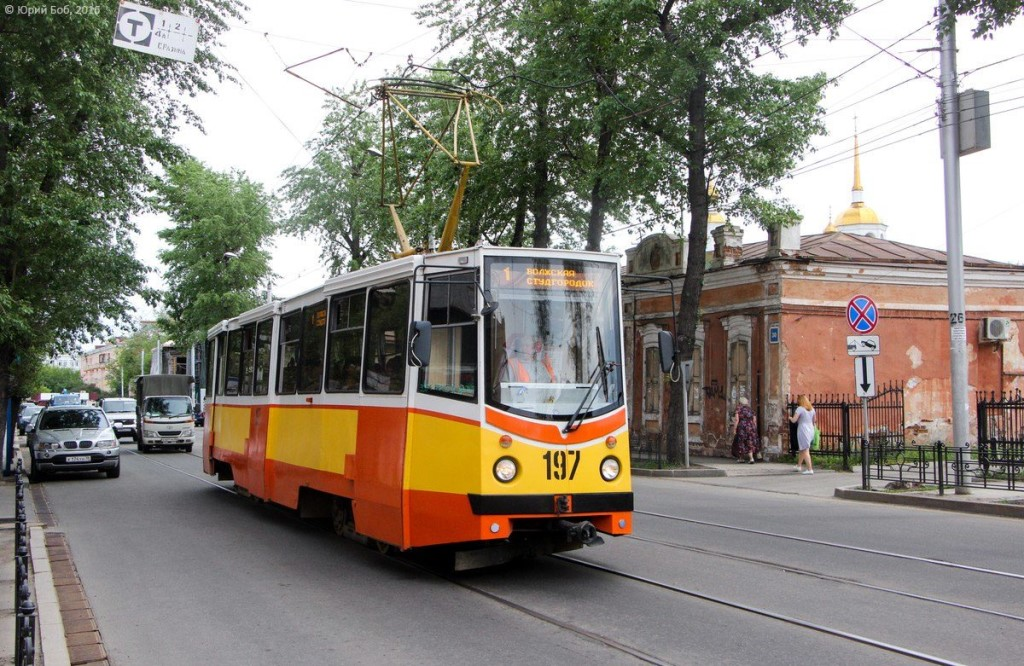
КТМ-5 в Іркутську

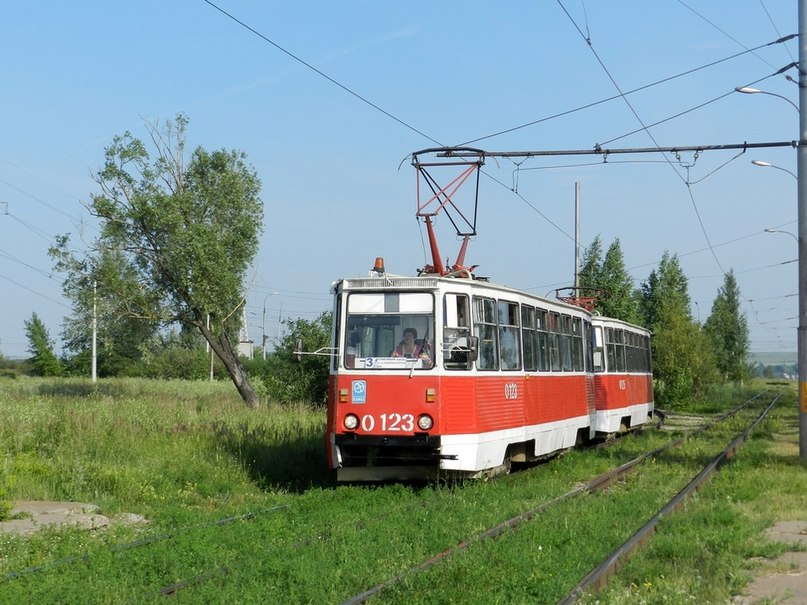
Трамвайні вагони 71-605, з'єднані по СМЕ в Набережних Челнах

Після випуску близько восьмисот вагонів КТМ-5М у ряді міст сталися загоряння, один випадок в Томську виявився особливо важким — вагон вигорів вщент, постраждала велика кількість людей. Пластикова обшивка виявилася невогнетривкою, при горінні виділялося багато токсичних газів, були множинні отруєння. Але найнебезпечнішим виявилося розташування в пластмасових кожухах контакторних високовольтних панелей. У результаті в 1971 році спільним наказом Мінкомгоспу РРФСР і Міністерства загального машинобудування СРСР заводу було наказано замінити пластикову обшивку на металеву, повернувши всі випущені КТМ-5М на завод. Близько 60 % вагонів повернули на завод і переобладнали за розробленим нашвидку проєктом у вагони КТМ-5М3, інші перероблялися на місці в експлуатуючих трамвайних господарствах.
Варіант КТМ-5М3 передбачав заміну бортів на сталеву обшивку, гофровану в середній частині, але торці й дах залишилися пластиковими. Також тросовий привід зсувних дверей замінили на ланцюговий, замість ламп денного світла для освітлення салону почали ставити лампи розжарювання, але зберігаючи при цьому довгі «світлові лінії» від попередньої модифікації. Таким чином, КТМ-5 отримав свій остаточний вигляд і починаючи з 1971 року більше 20 років випускався без значних змін в конструкції, заводчани доопрацьовували лише надійність окремих вузлів і агрегатів вагона. У липні 1976 року вступила в дію єдина система класифікації рухомого складу трамвая і метро, в якій КТМ-5М3 отримав нове найменування 71-605. План випуску КТМ-5М3 був визначений у 500 вагонів на рік, але реально випуск склав понад 700 вагонів на рік.

### 71-605А
До кінця 1980-х років УКВЗ з метою підвищення прибутковості продукції і продовження серійного випуску вагонів КТМ-5М3 (71-605) запропонував «почати» випуск вагонів «нової» моделі 71-605А. Однак ряд кроків з модернізації вагона все ж зробили: замінили галасливий мотор-генератор (в Рязань КТМ-5А проте поставлялися з мотор-генераторами і пропрацювали з ними до списання, тоді як у більшості КТМ-5М3 силами депо мотор-генератори було замінено на статику), що забезпечував напругою 24 В низьковольтне електрообладнання, на повністю електронний статичний перетворювач ; вдосконалили зчіпний прилад. Цього виявилося достатньо, щоб в червні 1989 року призначити все того ж 71-605 нову модифікацію «А» і підвищити відпускну ціну на відвантажувані вагони. Перший 71-605А було поставлено в Прокоп'євськ. Проте УКВЗ почав розробку дійсно нового трамвайного вагона 71-608, на користь якого виробництво 71-605А було завершено в 1992 році.
Для «стандартної» колії Ростова-на-Дону 1435 мм в 1990 році УКВЗ випускав модифікацію КТМ-5У з адаптованими під дану колію візками і кондиціонером.

## Робота в містах СРСР

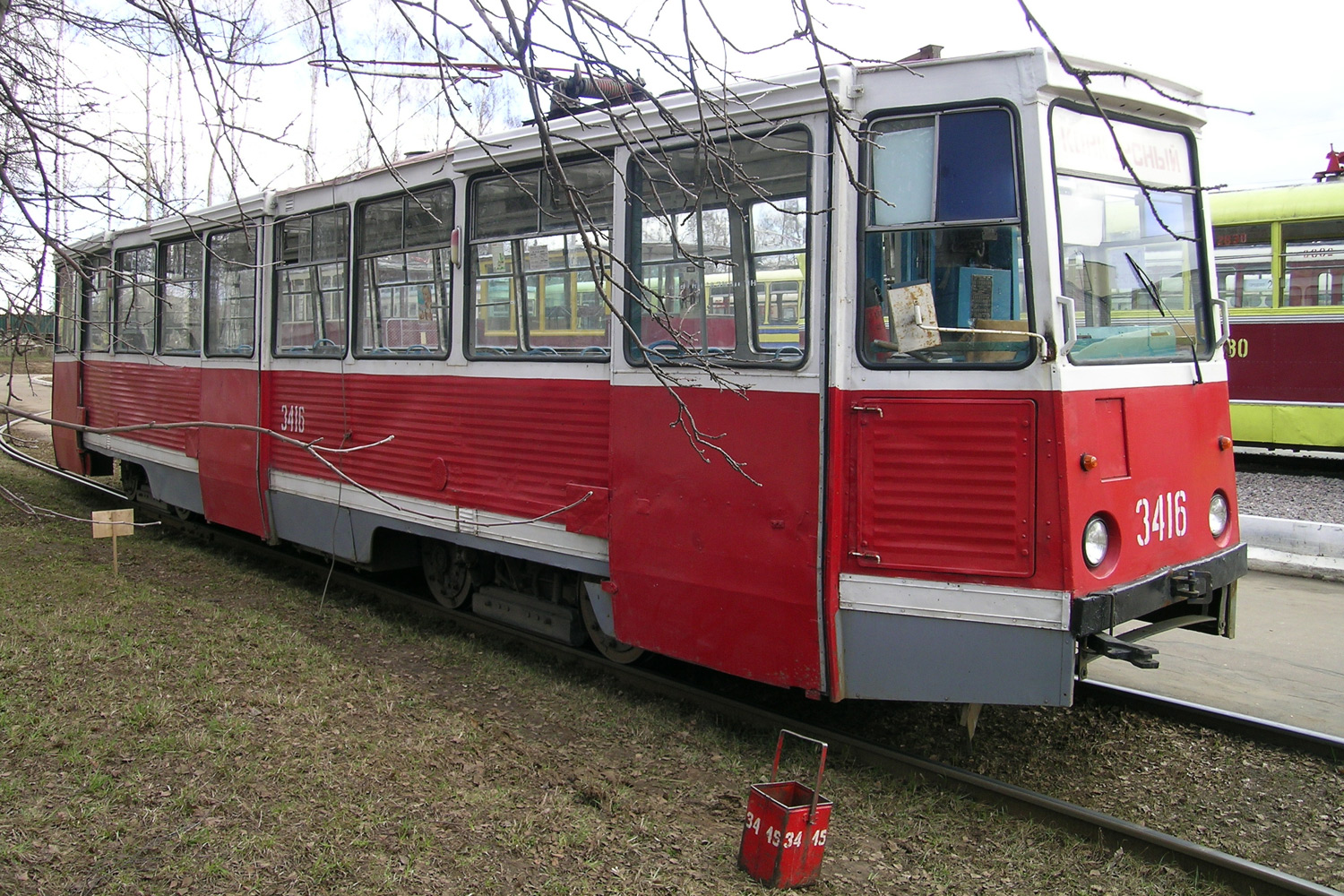
Трамвайний вагон КТМ-5 в Нижньому Новгороді

Трамваї даної моделі спочатку розроблялися лише для експлуатації в СРСР, на експорт, навіть до країн соціалістичного табору ніколи не поставлялися. Тому вагон в повній мірі використали прийнятий в СРСР габарит рухомого складу трамвая, що в деяких містах зі старими трамвайними системами потребувало реконструкції будівель депо або знесення певних будівель вздовж колії. У зв'язку з тим, що для столиць союзних республік і великих міст постачали вагони РВЗ-6 і «Татри», для трамваїв КТМ-5М3 залишили середні і невеликі провінційні міста (рідше — великі). Але в цій системі існувало чимало виключень. Зокрема, в кінці 1970-х-на початку 1980-х років у Ленінграді позначилася нестача рухомого складу в трамвайному господарстві міста, і туди було поставлено велику партію КТМ-5М3, які працювали на лініях міста аж до осені 2007 року. Це було дуже незвично, оскільки місто мало повністю підпорядкований йому завод з будівництва трамвайних вагонів. Однак, у зв'язку з відкриттям в 1981 році СТТП (суміщеного трамвайно-тролейбусного парку) для обслуговування північних районів Ленінграда довелося терміново направити партію КТМ-5М3 в Ленінград, оскільки місцевий завод ЗРГЕТ не встигав побудувати необхідну кількість вагонів для обслуговування парку. Тому в 1982 році було закуплено 250 вагонів КТМ5М3.

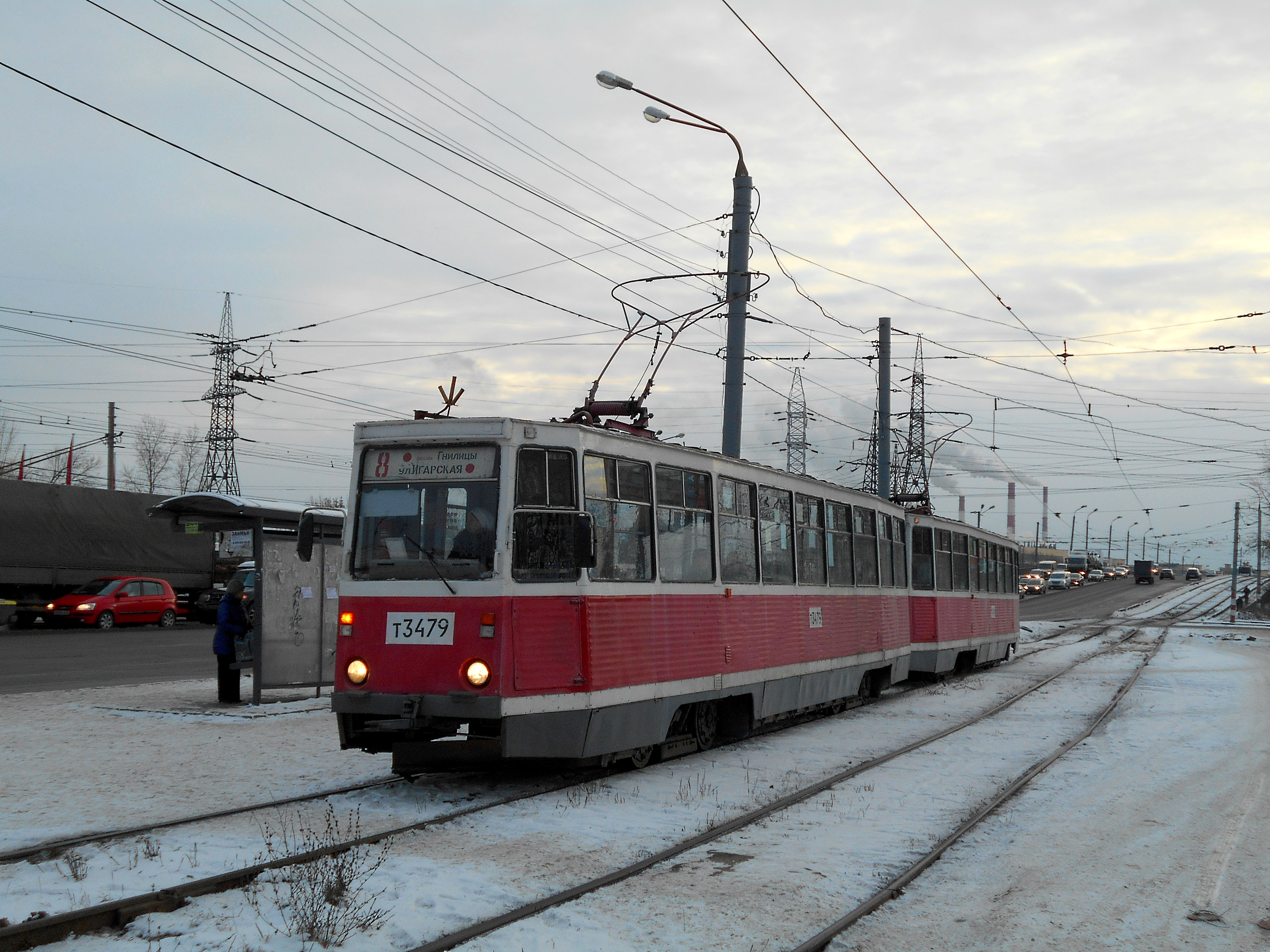
Трамваї 71-605, зчеплені з СБО в Нижньому Новгороді

У першій половині 1970-х років у УКВЗ склалися вельми напружені відносини зі споживачами його продукції — експлуатаційники скаржилися на низьку якість і надійність вагонів, а заводчани — на низьку кваліфікацію самих експлуатаційників. Часто ламалися гальмівні соленоїди (в Орлі в травні 1974 р. вагон з несправними гальмами протаранив натовп людей, після цього весь вагонний парк в Орлі було замінено на T-3), ламалися дверні приводи, не раз траплялися загоряння в контакторній шафі. Однак і заводчани, і водії з ремонтниками поступово вчилися на цьому негативному досвіді — перші вдосконалювали конструкцію з метою підвищення надійності, другі стали технічно більш досвідченими в роботі з більш складною технікою. До кінця десятиліття надійність КТМ-5М3 особливих нарікань вже не викликала. Також слід зазначити падіння якості збірки найостанніших 71-605А на початку 1990-х років через загальне погіршення становища в промисловості країни і УКВЗ зокрема.
КТМ-5М3 відкривали рух в ряді нових трамвайних систем, наприклад, в швидкісному трамваї Старого Оскола і звичайному трамваї в Набережних Челнах. В руках грамотних водіїв і ремонтників цих підприємств деякі з вагонів перших поставок надовго пережили свої планові 16 років. Коли рижани перервали випуск трамваїв РВЗ-6м2, вагони КТМ-5М3 почали поставляти до деяких міст, які раніше користувалися РВЗ-6: до Коломни і Казані. Старожили-трамвайники цих міст ще пам'ятають жарти звикли до двохдверних РВЗ-6 пасажирів про те, чи потрібні в трамваї третя (тобто середня) двері. У багатьох містах КТМ-5М3 працювали в складі двовагонних поїздів в системі багатьох одиниць, а в ряді випадків дуже напружених пасажиропотоків (наприклад, в Горькому, Казані і Магнітогорську) використовували й тривагонні поїзди.

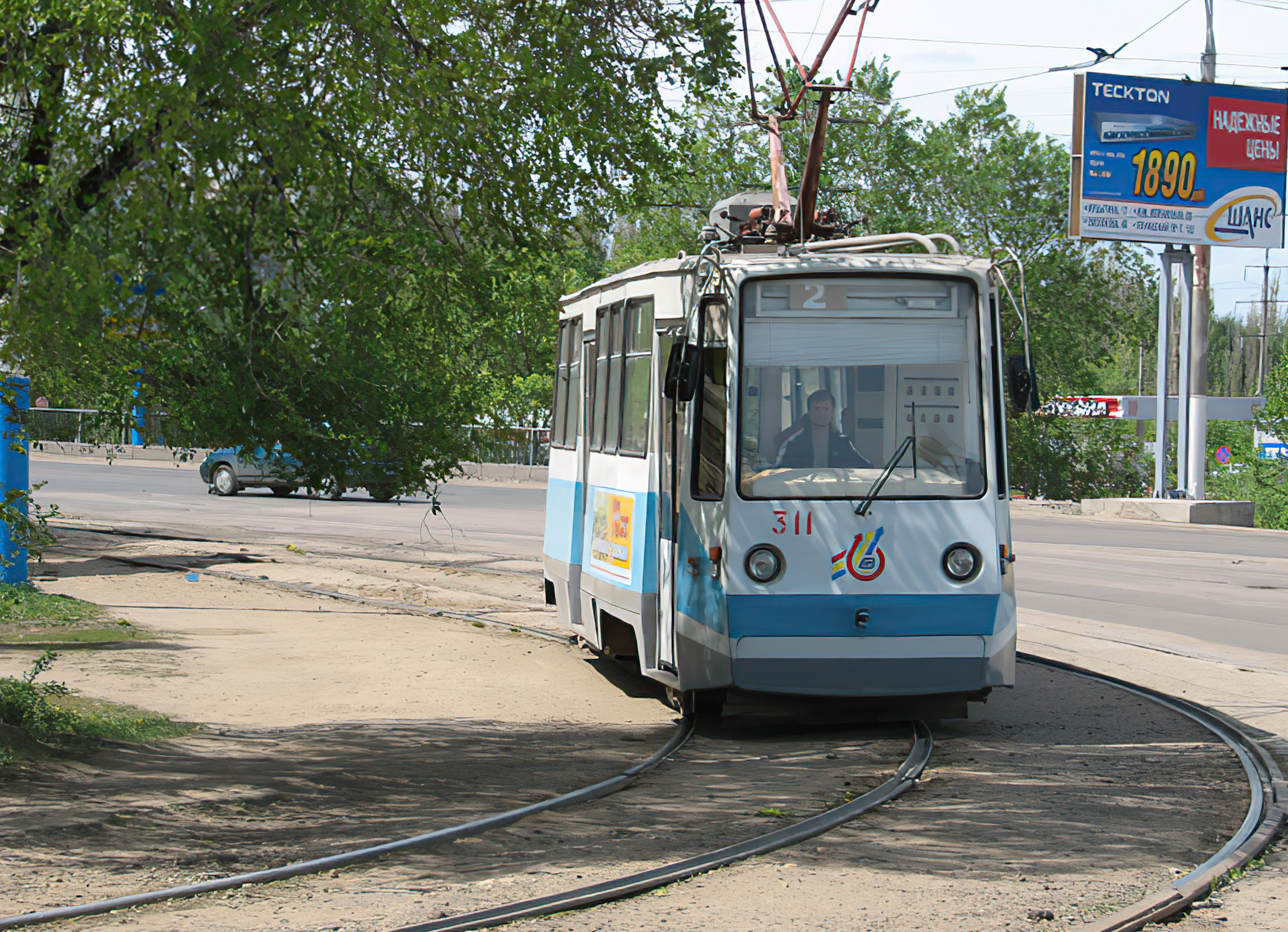
Трамвай 71-605РМ в Воронежі

Незважаючи на широке поширення в межах колишнього СРСР (87 трамвайних господарств), за кордон КТМ-5М3 (як і всі інші радянські трамваї) не поставлявся. Також серійні КТМ-5М3 не працювали в Ризі, Москві, Мінську та ряді великих міст країни. Після розпаду СРСР і припинення випуску КТМ-5М3 окремі трамвайні господарства на базі вагоноремонтних заводів спробували модернізувати вагони цієї марки, котрі лишилися. Однак, недосконалість конструкції рами і кузова вагона, тяжке становище з фінансами призвело до того, що було модернізовано лічені одиниці КТМ-5М3. Першим таким вагоном став воронезький 71-605РМ, перероблений зі старого КТМ-5М3 на місцевому вагоноремонтному заводі. Цей варіант було запропоновано певного часу самим УКВЗ на своєму сайті в якості можливої альтернативи купівлі нових 71-608 або 71-619. Станом на 2017 рік існує тільки 4 таких вагони: по два в Кемерово й Усольї-Сибірському. Воронезький 71-605РМ було списано й утилізовано незабаром після закриття трамвайного руху в 2009 році.

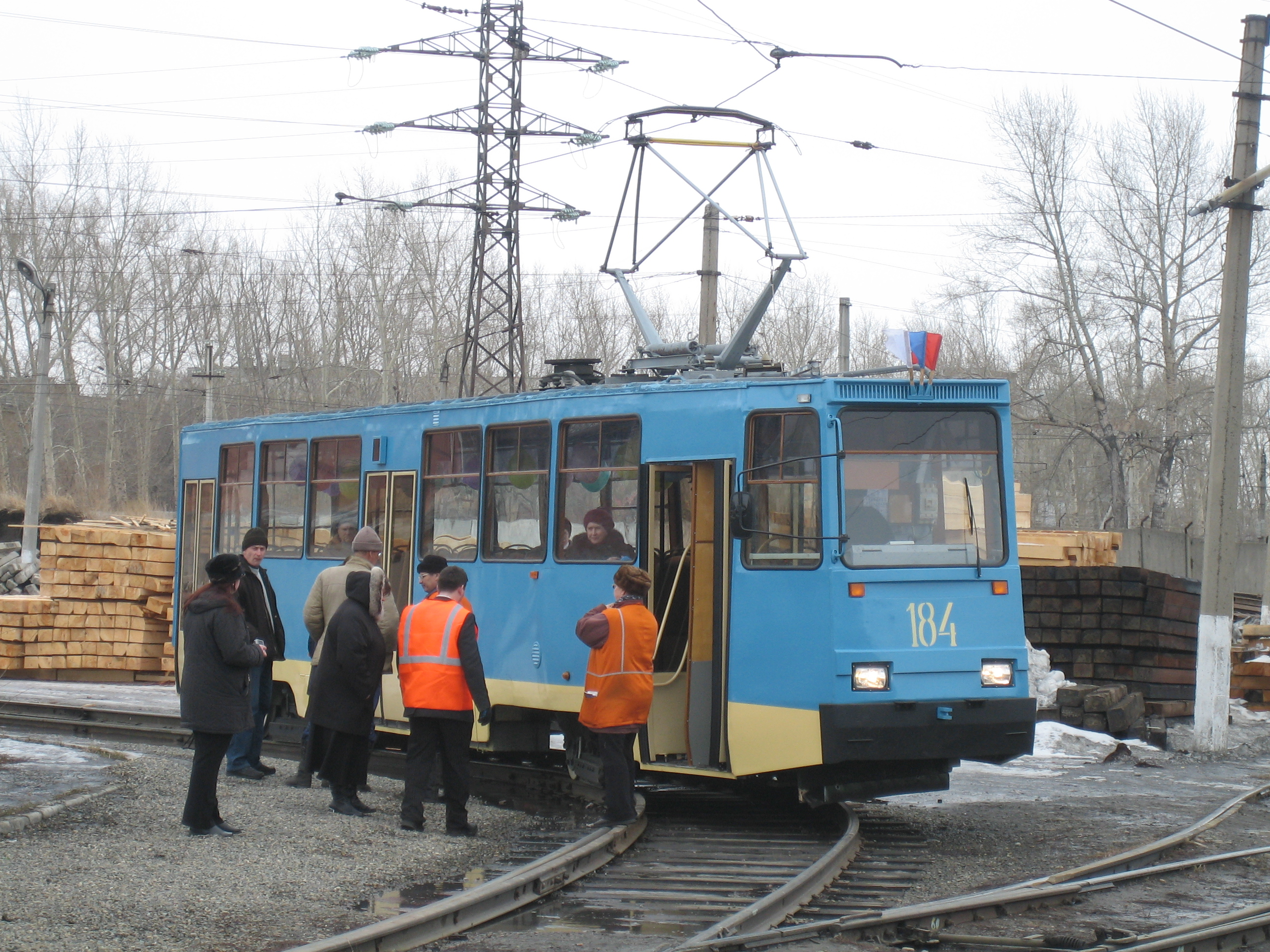
Трамвайний вагон 71-605, котрий пройшов модернізацію в Бійському трамвайному управлінні

На початку 2008 року Бійське трамвайне управління на своїй виробничій базі виконало дослідну модернізацію одного вагона, замінивши зсувні двері поворотними (за зразком вагона 71-619), замінивши реостатно-контакторну систему управління транзисторно-імпульсною, обладнавши вагон сучасними сидіннями і встановивши бортову інформаційно-вимірювально-обчислювальну систему. У разі отримання позитивних результатів від дослідної експлуатації планувалося проводити аналогічну модернізацію 2–3 вагонів на рік, але після аварії в силовому електричному колі у квітні 2009 року, законсервовано. Подібні модернізації, що змінювали зовнішній вигляд вагона, здійснювали в Кемерово і в Іваново. Єдиний модернізований іванівський вагон після закриття трамваю в Іванові 2 червня 2008 року передали до міста Дзержинську Нижегородської області, де через специфіку місцевої контактної мережі його оснастили бугелем замість пантографа, поєднавши модерновий вигляд вагона з архаїчним струймоприймачем. У 2010 році почалася програма модернізації краснодарських вагонів 71-605, яка передбачає, зокрема, оснащення вагона передньою і задньою пластиковими масками за зразком вагона типу 71-623.

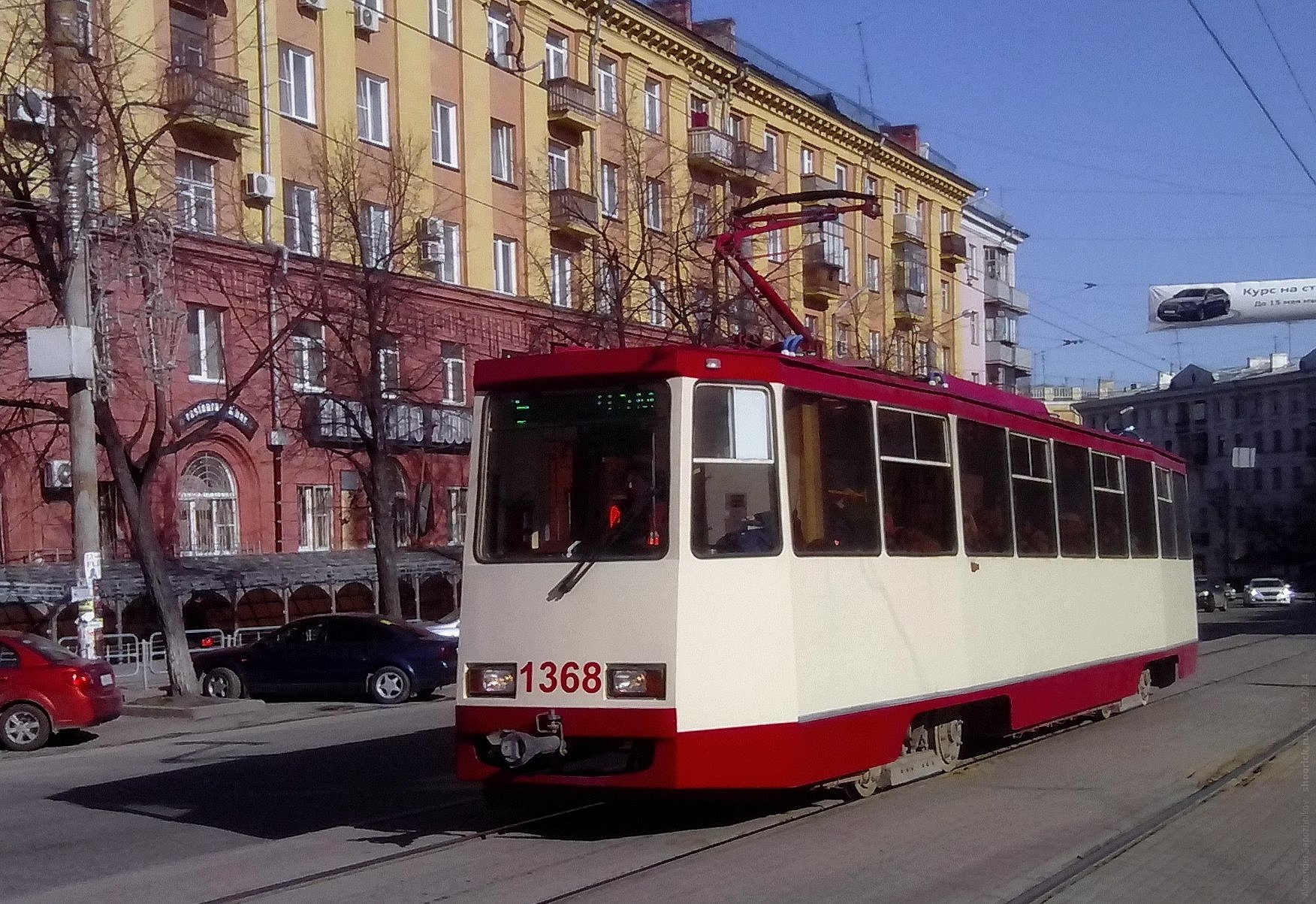
Модернізований трамвай 71-605 на вулиці Цвіллінга в Челябінську

У Челябінську з 2011 року проводиться «модернізація» (капітально-відновлювальний ремонт) трамваїв 71-605. Вдосконалені вагони мають обладнання з меншим енергоспоживанням, оснащені навігаційною системою, здатною контролювати швидкість руху і дотримання розкладу, Автоінформатор для оголошення зупинок, який орієнтується за розташуванням вагона, світлодіодними маршрутовказувачами, системою безпеки пасажирів і «чорною скринею». Салон обладнаний аварійною і основною системою освітлення з люмінесцентних та світлодіодних світильників у вигляді світлових ліній, скла тоновані, двері мають теплову завісу клімат-контролю, що дозволяє зменшити споживання енергії на обігрів вагона. Корпус модернізованого трамвая має гладку поверхню і забарвлюється в кольори, які використовуються челябінським пасажирським транспортом — вишневий з пісочним. Крім того, фари і задні відрізняються від встановлених в 71-605. Станом на листопад 2012 року було модернізовано 14 вагонів, перший з модернізованих трамваїв згорів. Вартість модернізації одного вагона становить 3,5 млн рублів.
Кілька разів за участю КТМ-5М3 відбувалися великі аварії, зокрема з людськими жертвами. Наприклад, 2 липня 1996 року в Кам'янському у вагона 71-605А відмовили гальма, після чого він на повному ходу врізався в стіну, загинуло 39 осіб. В результаті багато 71-605 було відставлено від роботи в ряді міст України, наприклад, Харкові. З іншого боку, такого типу аварії траплялися і з іншими типами вагонів, наприклад, в Нижньому Новгороді роком раніше через відмову гальм на Похвалінскому з'їзді скотилася вниз і перекинулася чеська «Татра» T3, загинуло 3 людини і понад 15 отримали важкі поранення. В результаті МП «Нижегороделектротранс» стало дуже підозріло ставитися до експлуатації «Татр» (T-3) на «гірських» маршрутах. По всій видимості, в обох випадках на конструкцію вагонів списали власне недбале ставлення до перевірки їх справності, тим більше що в Нижньому Новгороді 71-605 вважалися досить підходящими для роботи на «гірських» маршрутах.

## Модифікації та виробництво
| Трамвайні вагони сімейства КТМ-5 / 71-605 |                |               |
| Модифікація                               | Роки випуску   | Випущено, шт. |
| КТМ-5                                     | 1 963          | 2             |
| КТМ-5М «Урал»                             | 1966 1969—1971 | близько 620   |
| КТМ-5М3 (71-605)                          | 1971–1989      | 12 943        |
| 71-605А і 71-605У                         | 1989–1992      | 1426          |
| 71-605ЕП                                  | 2011–2017      | 22            |

Модифікація 71-605У аналогічна 71-605А, за винятком колії візків — у першій вона дорівнює 1435 мм проти 1520 мм у другої. Також 5 вагонів 71-605 було модернізовано на ВРТТЗ, УКВЗ і в трамвайному господарстві Усолья-Сибірського з використанням конструктивних рішень дослідного вагона 71-606 і зміною зовнішнього дизайну. Отримана модифікація отримала позначення 71-605РМ. Модернізовані вагони відрізняються системою управління струмом через тягові двигуни — у Воронежі використовувалася тиристорно-імпульсна, а в решті випадків контакторних-транзисторна система управління.

## Опис конструкції
Вагони сімейства КТМ-5М3 були першими серійними радянськими трамваями, в яких зовсім було відсутнє пневматичне обладнання. Всі ті функції, які на більш ранніх моделях УКВЗ виконувала пневматика (гальмування, відкриття і закриття дверей, робота склоочисників), було реалізовано за допомогою електрики. Зокрема, комбінована електромеханічна гальмівна система вважалася настільки надійною, що було вирішено відмовитися від традиційної для того часу колонки зі штурвалом ручного гальма.

### Корпус

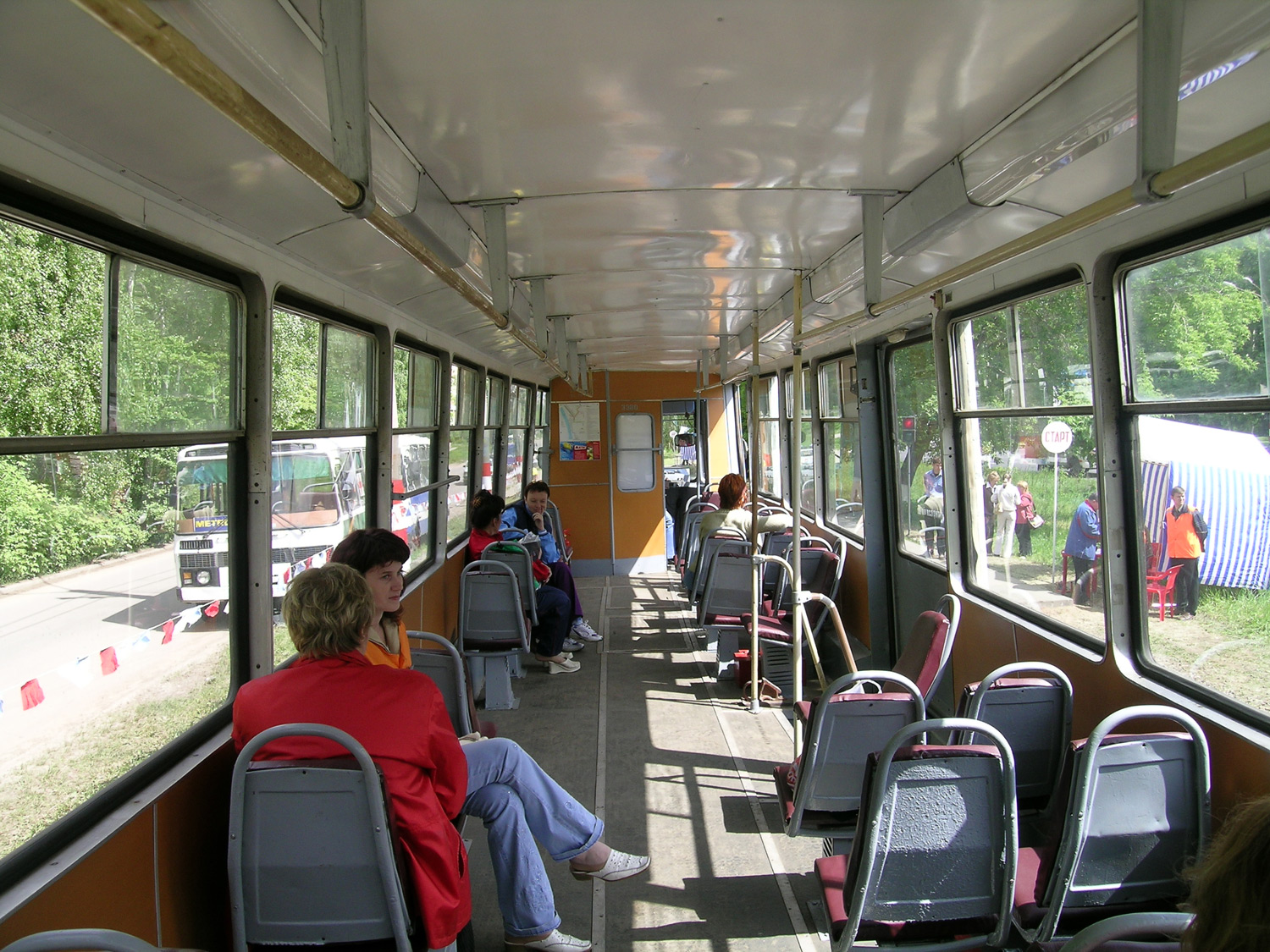
Інтер'єр КТМ-5. Вид в носову частину вагона

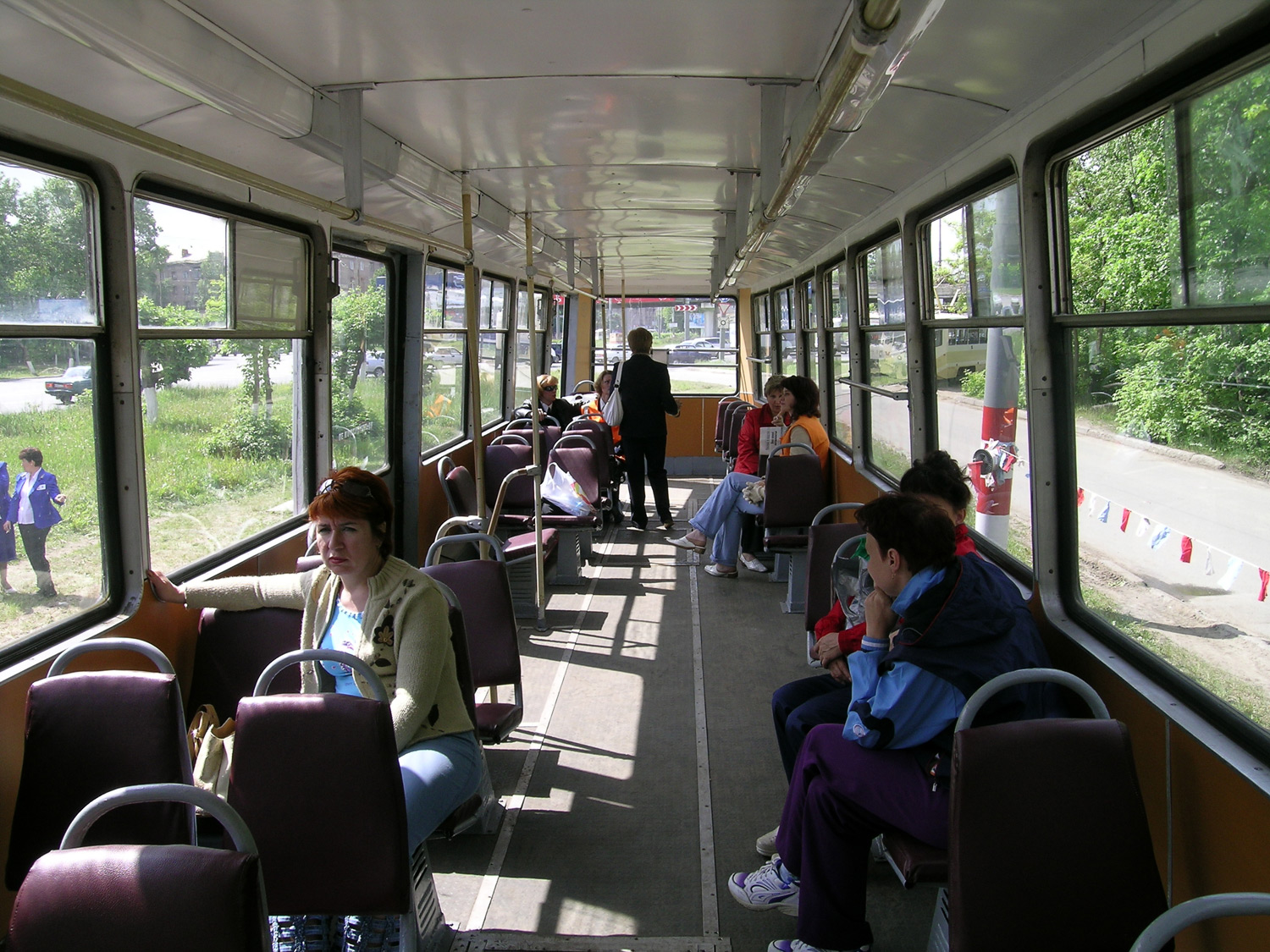
Інтер'єр КТМ-5. Вид в кормову частину вагона

Корпус КТМ-5М3 (та інших 71-605 всіх модифікацій) являв собою сталевий зварний кістяк з профілів різної товщини і перетину, обшитий збоку сталевими листами, які частково приклепувалися, частково пригвинчуватися до несучих конструкцій кістяка корпусу і з'єднувалися між собою. Підрамна частина вагона і міжвіконні стійки — гладкі, цокольний пояс — гофрований. Пластикові елементи торців і даху кріпилися до остова прогоничами. Оскільки дах виконаний з матеріалу, що не проводить струм, на відміну від інших вагонів, на ньому не було гумового покриття. Для механічної міцності на даху зроблено поперечні виштамповки. Це конструктивне рішення перейшло й у наступні моделі трамваїв УКВЗ — 71-608 і 71-619. Зсередини корпус обшивався обробною лакованою фанерою, в вагонах пізнього випуску внутрішню обшивку стали робити з пластику. Між зовнішньою і внутрішньою обшивками корпусу розташовувався шумопоглинальний пінопласт. Настил підлоги виконувався з бакелітизованої фанери, вкритої рифленою гумою, щоб не було слизько. Для доступу до ряду вузлів і агрегатів в підлозі зроблено 4 люки — по два для кожного візка. Сидіння — м'які роздільні, з елементами анатомічного дизайну, однорядні по лівому борту вагона і дворядні по правому, з пічками в підставі сидіння. Зовні корпус вагона на заводі фарбували пентафталевими емалями білого (верх), червоного (борт) і світло-сірого кольорів (під рамою). Подовжню смугу з вентиляційними щілинами між бортом і «спідницею» не фарбували, вона мала металевий відблиск. З країв «спідниця» відсутня для вільного переміщення зчіпних приладів при роботі в складі поїзда. У КТМ-5 ранніх серій зчіпні прилади були типу «язичок», на пізніх вагонах УКВЗ впровадив напівавтоматичне зчеплення власної конструкції, згодом перейшла на вагон 71-608.
Для посадки-висадки пасажирів вагон має троє рівних за шириною дверей — двоє в скосах країв і один в центральній частині правого борту. Двері зсувної конструкції відчиняються і зачиняються централізовано з кабіни водія за допомогою електричного сервомотора і приводу роликовим ланцюгом. Між підніжкою дверного отвору і підлогою пасажирського салону знаходиться одна проміжна сходинка. Висувна драбина на дах вагона прихована в першій дверній проймі. Кабіна водія відділяється від пасажирського салону несиметричною відносно поздовжньої площини перегородкою із засувними дверима. У верхній частині перегородки розташовані три круглі вентиляційні отвори, закриті декоративними ковпаками з вентиляційними щілинами.
Зовнішній дизайн корпусу КТМ-5М3 викликає дуже неоднозначні оцінки з боку працівників електротранспорту і пасажирів. «Рубані» межі скосів торців, завалена вниз «спідниця» і вгору — борт, привели до появи у вагона цілого ряду прізвиськ, переважно з негативним змістом. Найбільш часті з них — «праска», «труна», «сарай». З іншого боку, такий зовнішній вигляд створювали в 1960-і роки, і на той час вважався дуже сучасним і сприймався значно більш позитивно, ніж тепер.

### Візки

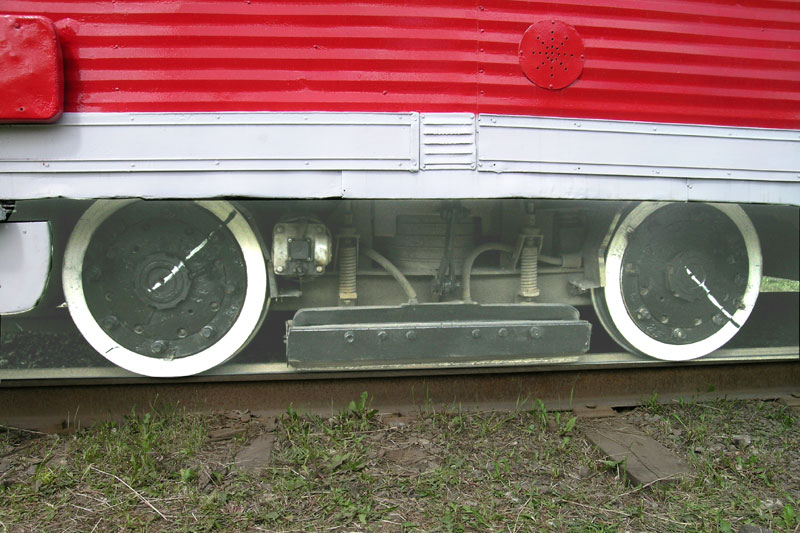
Візок трамвайного вагона 71-605

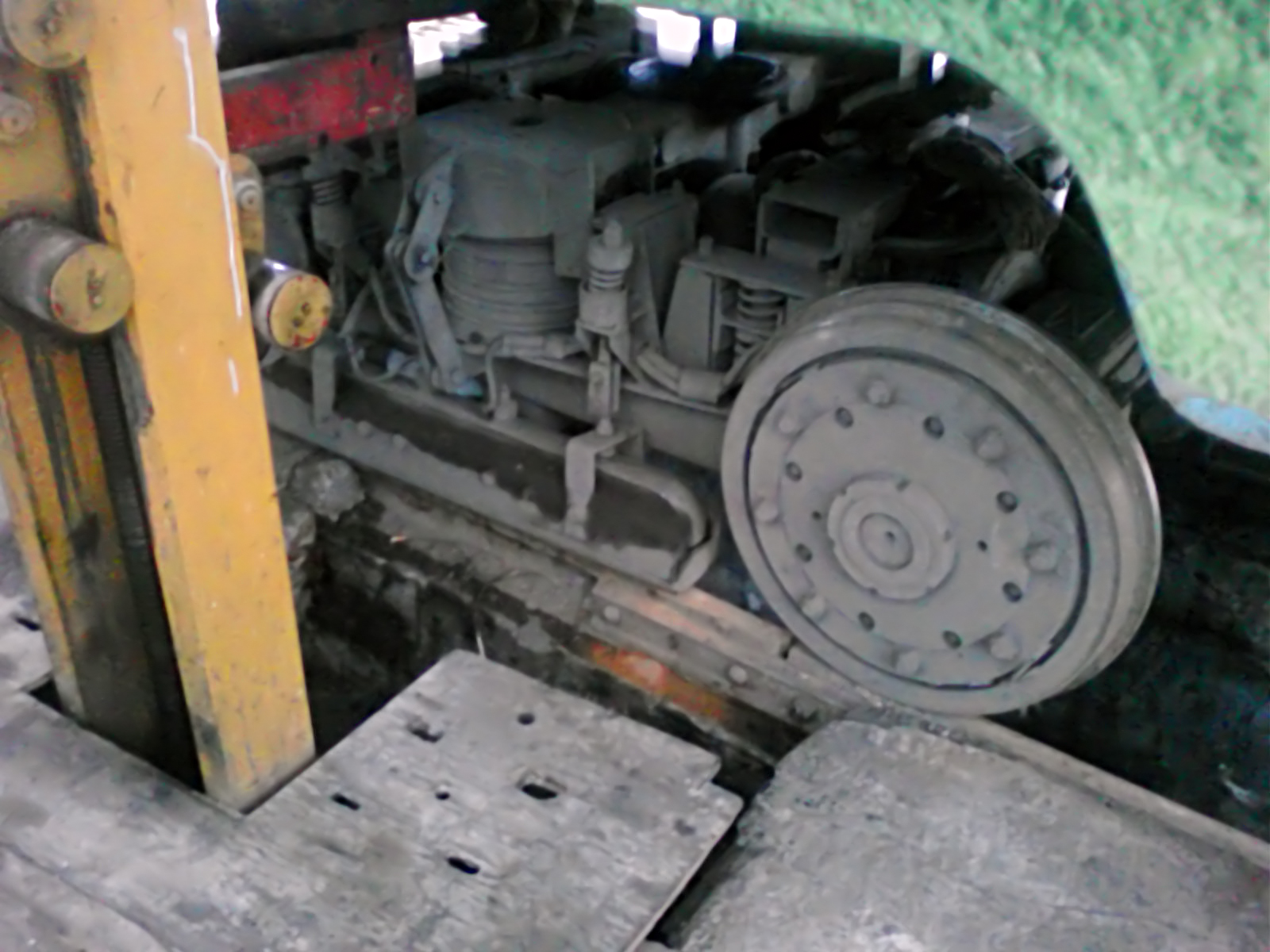
Візок трамвайного вагона КТМ-5 на оглядовій ямі в депо

КТМ-5 оснащувався візками мостового типу. Підвішування — одинарне на гвинтових пружинах. Колеса підгумовані. Візки підкочуються під вагон і кріпляться до нього за допомогою шворневого вузла, що дозволяє поворот візка навколо вертикальної осі й невеликі коливання біля її горизонтальної площини. На відміну від старих вагонів з візками подвійного підвішування в буксових вузлах і литими колесами, нова конструкція була легшою і менш гучною при русі. Однак відмова від другого ступеня підвішування привів до зростання безпружинних мас всього вагона і, як наслідок, до більшого деформувального впливу вагона на рейкову колію. Експлуатація (як і ЛМ-57, РВЗ-6) на слабких коліях приводила до їхнього інтенсивного хвилеподібного зношування, яке до появи візків мостового типу було незнайоме шляховикам. Наприклад, початок інтенсивної експлуатації рухомого складу цих типів в Горькому потребувало значної реконструкції колійного господарства і оснащення міського трамвайного підприємства засобами протидії — спеціалізованими вагонами-рейкошліфувальниками.
Візки оснащені механічним колодково-барабанним гальмом, яке використовується для догальмовування вагона і приводиться в дію соленоїдним електроприводом. Між колісними парами по бортах візки розташовуються пі́дкладні магніторейкових гальм.

### Електрообладнання і гальма

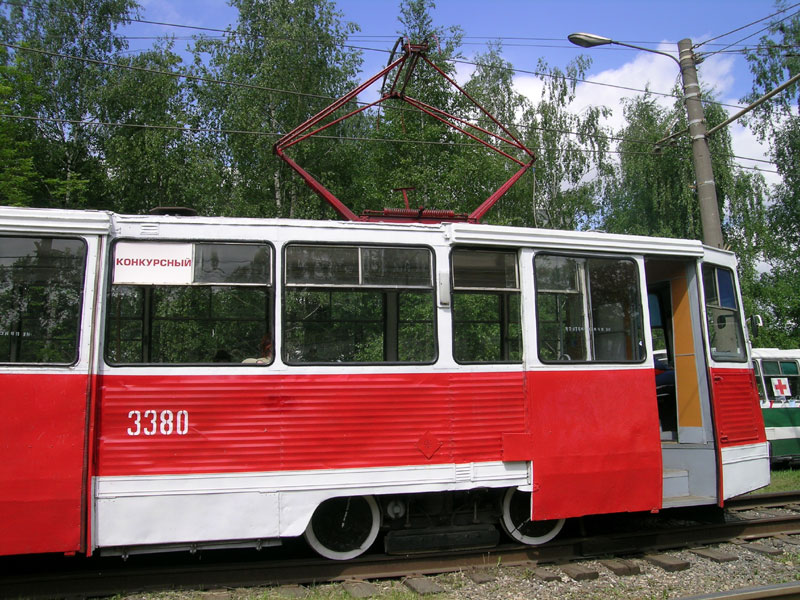
Передня частина КТМ-5, пантографний струмоприймач, дверний портал і передній візок

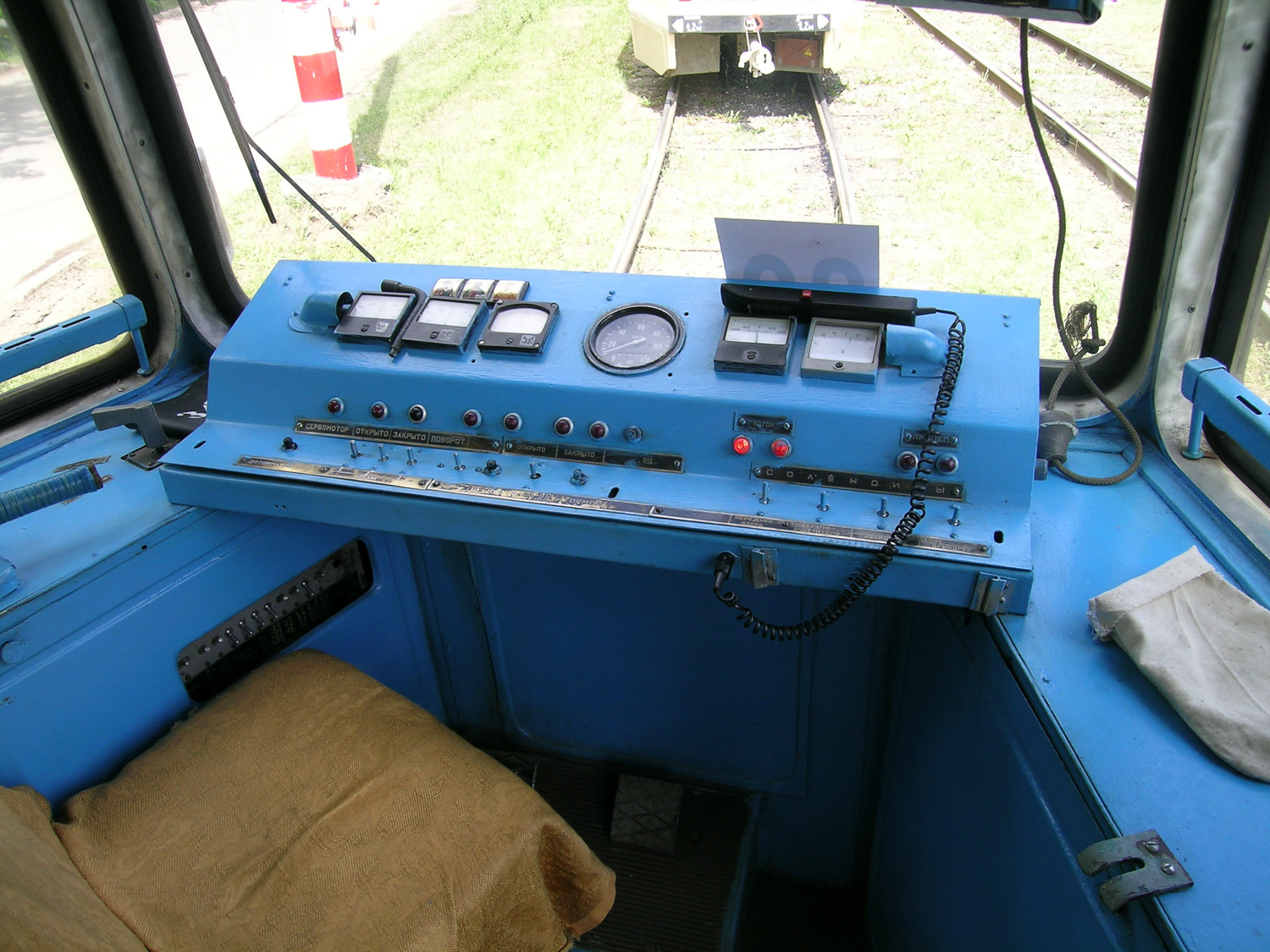
Інтер'єр кабіни водія КТМ-5. Ручка управління контролером вагона (частково) зліва, інші органи управління і контрольно-вимірювальні прилади

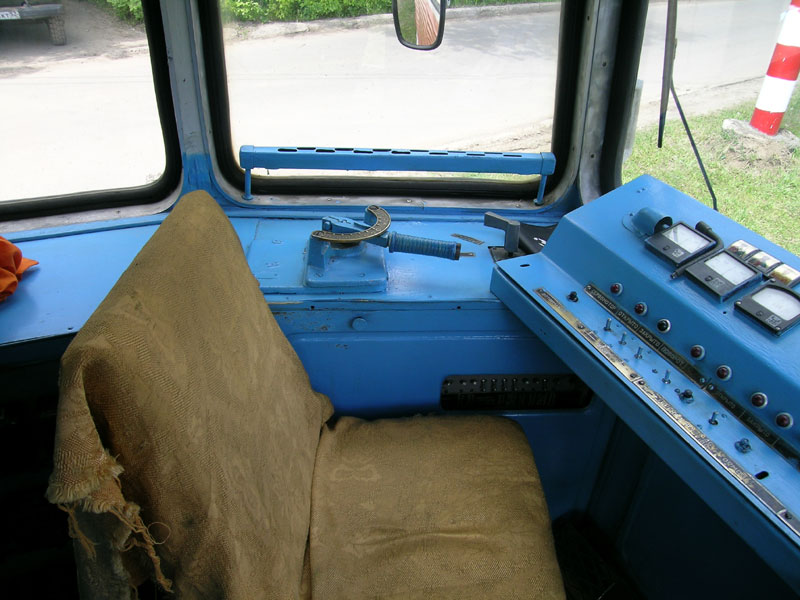
Інтер'єр кабіни водія КТМ-5. Ручка управління контролером вагона великим планом

Вагон типу КТМ-5М3 отримує електричну енергію від контактної мережі напругою 600 В за допомогою струмоприймача пантографного типу (в деяких господарствах, наприклад, в Нижньому Новгороді на КТМ-5 пантограф замінювали на струмоприймач бугельного типу (дугу). Другим провідником в ланцюзі «тягова підстанція—трамвайний вагон» є рейкова колія. Для пригнічення іскріння, що створює перешкоди радіоприйому, КТМ-5М3 оснащений радіореактором, який встановлюється на даху вагона за струмоприймачем.
Електрична частина вагона КТМ-5М3 включає в себе тягові двигуни, пускогальмівні резистори, автоматичний груповий реостатний контролер для комутації силових електричних ланцюгів вагона. При рушанні з місця пускогальмівніних резистори вмикаються послідовно з двигунами, а під час набору швидкості вони починають поступово виводитися. При необхідності зниження швидкості контролер формує відключене від контактної мережі замкнуте коло з тягових двигунів (що працюють в режимі генератора електроенергії) і включені в якості навантаження гальмівних резисторів. Струм, що виникає в цьому колі, створює всередині обмоток статора і ротора тягових двигунів протилежноспрямовані магнітні потоки, що призводять до виникнення механічного моменту сили, який прагне зупинити обертання ротора. Таким чином реалізується електродинамічне гальмування вагона. Важливою частиною електрообладнання вагона є гальмівні соленоїди, які утримують колодки механічного гальма на зворотних пружинах у відтягнутому від гальмівних барабанів положенні. При необхідності догальмовування струм в соленоїдах зменшується, і відвідні пружини притискають колодки до гальмових барабанів, зменшуючи швидкість вагона. У разі зникнення напруги в контактній мережі або відтискання педалі безпеки гальмівні соленоїди повністю знеструмлюються, що призводить до притискання колодок до барабанів з максимальним зусиллям і ініціює процес термінового гальмування вагона (разом з активацією магніторейкового гальма). При необхідності розгальмувати вагон або при несправності соленоїда колодкового гальма може бути примусово відпущений обертанням різьбової шпильки за допомогою ключа («закрутити соленоїди»).
Допоміжне електрообладнання включає в себе наступні вузли і ланцюги:
- акумуляторну батарею для автономного живлення ряду пристроїв і магніторейкових гальм;
- кола управління груповим реостатним контролером;
- кола зовнішнього та внутрішнього освітлення;
- кола приводів відкриття / закриття дверей;
- кола обігріву пасажирського салону й кабіни водія;
- кола світлової та дзвінкової сигналізації;
- радіоточку з проводкою до гучномовців, встановлених в пасажирському салоні.

Деякі з цих кіл живляться від контактної мережі послідовним з'єднанням споживачів електроенергії щоб уникнути перевищення номінальної напруги, потрібної для їхньої роботи. Інші — наприклад, радіоточка, світлова та дзвінкова сигналізації, дверні приводи і управління груповим реостатним контролером — мають власне низьковольтне джерело живлення напругою в 24 В. У вагонів перших випусків функцію цього джерела живлення виконував мотор-генератор; згодом його замінили на безшумний статичний перетворювач — ТЗУ. Низьковольтна підсистема є гальванічно розв'язаною з високовольтними колами.
Для роботи в складі поїзда по системі багатьох одиниць управління контролером у КТМ-5 всіх модифікацій могло бути переведено на провідний вагон поїзда. При цьому також вмикалася схема для екстреного гальмування веденого вагона (або вагонів) під час відсутності водія при розриві поїзда. Всього в поїзді по системі багатьох одиниць могло експлуатуватися до трьох вагонів КТМ-5 включно.

## Оцінка проєкту

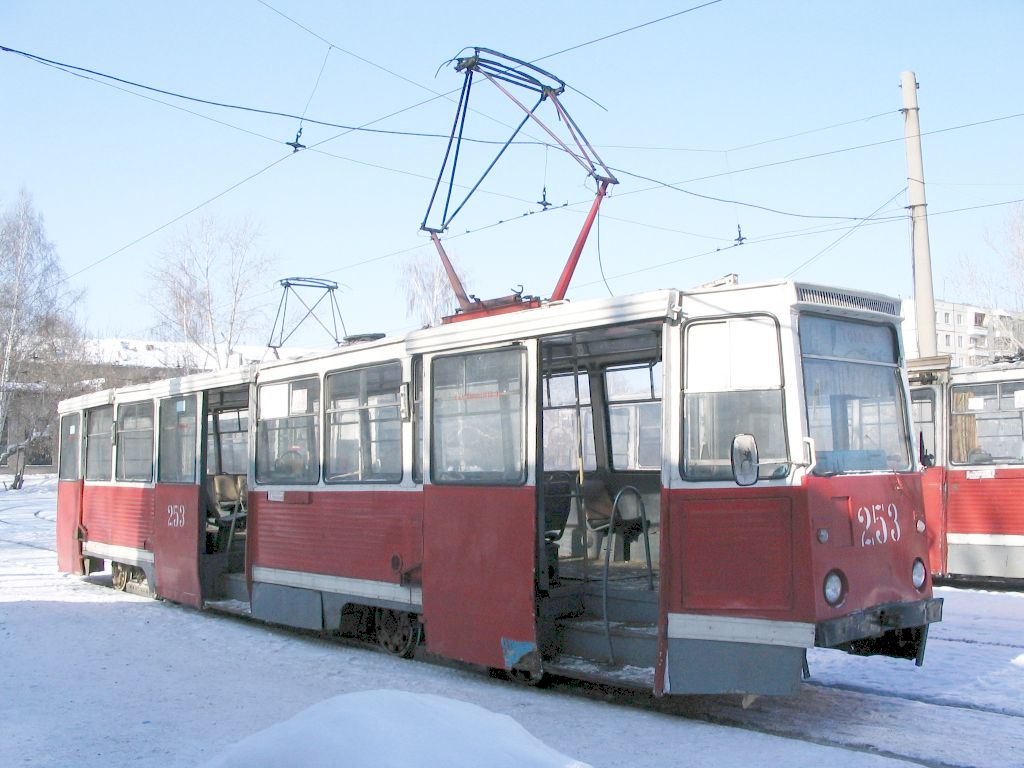
Трамвайний вагон 71-605 в Томську

Трамвайний вагон КТМ-5М3 в цілому не був новою конструкцією для радянських виробників. Несучий корпус з успіхом було випробувано ще на ленінградських післявоєнних вагонах ЛМ-49, візки мостового типу — на ЛМ-57, РКСУ — на РВЗ-6. Проте, крім згадуваного вище «гранчастого» дизайну корпусу, на КТМ-5М3 реалізували (або спробували реалізувати) такі нововведення, як роботу по системі багатьох одиниць, велику площу скління, люмінесцентне освітлення і ефективне опалення салону, зручні сидіння «анатомічної» форми. За першими двома пунктами КТМ-5 був навіть трохи попереду за часом реалізації свого конкурента — ленінградського вагона ЛМ-68, в якому конструктори також застосували ці технічні рішення. Ними і визначалося переважна більшість переваг КТМ-5М3 в порівнянні зі старими або попередніми йому трамвайними вагонами:
- хороша оглядовість з пасажирського салону;
- кращі показники по зручності входу-виходу в умовах надмірного навантаження, тим більше що зсувні двері не видавлювались на відміну від ширмових;
- в разі встановлення статичного перетворювача замість мотор-генератора — майже повна безшумність на зупинках;
- легша і більш зручна ручка контролера в порівнянні зі старими трамваями з безпосередньою системою управління;
- зручне і грамотне компонування сидінь і місць для стояння пасажирів в пасажирському салоні;
- більш надійна конструкція редуктора.

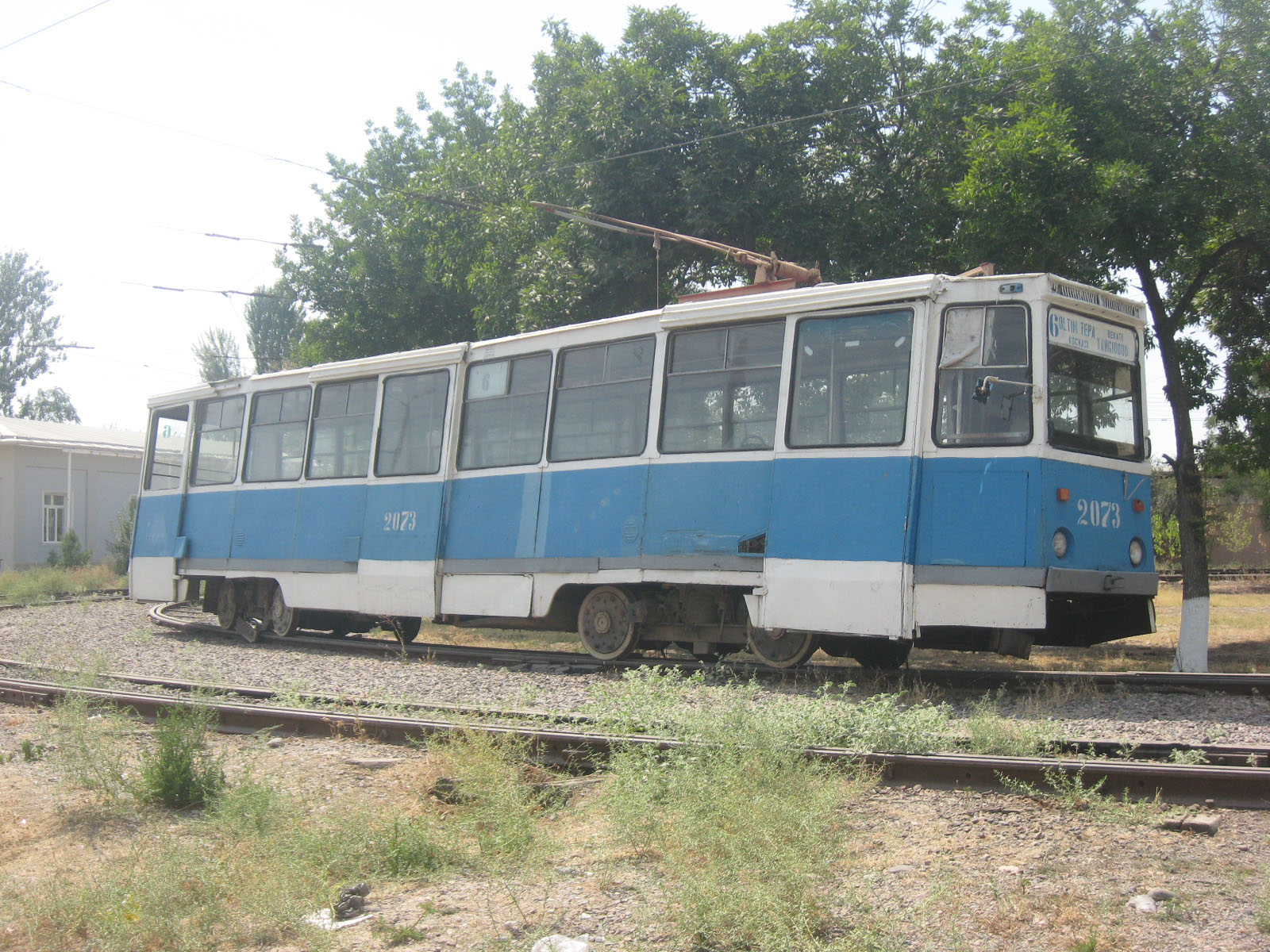
Вагон КТМ-5 (інв. № 2073) в Ташкенті

Однак окрім цього КТМ-5 мав кілька особливостей конструкції, які оцінювалися вже не настільки однозначно. В першу чергу до них належить економія на матеріалі, прагнення до спрощення конструкції і полегшення маси всього вагона в цілому, що було характерною тенденцією в середині 1960-х років. Як наслідок, різко впала механічна міцність рамних елементів каркаса вагона і з'явилася така характеристика, як «призначений термін служби вагона», прирівняна до 16 років (а для ранніх вагонів — і зовсім до 12). Довоєнні трамваї композитної конструкції і повоєнні сталінської епохи при правильному технічному обслуговуванні могли експлуатуватися скільки завгодно довго. У хрущовську, а після — і в брежнєвську епоху цього вже не прагнули, компенсуючи короткий термін служби випуском нових вагонів. Однак після розпаду СРСР, коли через недофінансування трамвайних господарств стала неможливою або дуже складною купівля нового рухомого складу, відсутність запасу міцності і механічна слабкість КТМ-5М3, котрі надалі експлуатувалися, стали великою проблемою. У багатьох російських містах 1990-х років звичайної картиною стали «киваючі» КТМ-5М3, коли через слабкість рами в краях передня або задня частина трималася тільки на обшивці і ритмічно погойдувався у вертикальній площині при русі вагона.
Проте, прагнення до граничного спрощення конструкції мало і свої позитивні сторони. Підтримувати в справному стані КТМ-5М3 легше, ніж «Татри» (T3) або РВЗ-6, тому саме перші продовжують підтримувати рух в проблемних містах або останніми пішли з лінії в закритих господарствах (Вороніж, Астрахань). Більш того, за грамотної та дбайливої експлуатації КТМ-5М3 цілком працездатні, і програми модернізації або як мінімум капітально-відновлювальних ремонтів (КВР) дозволяють підтримувати їх у хорошому стані. Наприклад, в Нижньому Новгороді Автозаводське депо № 3 самостійно освоїло КВР КТМ-5М3, доводячи зовні «убиті» вагони до вельми гідного рівня. Також КВР даного типу вагонів освоїли в Омську, Краснодарі (за допомогою Тіхорецького машинобудівного заводу), Красноярську і Новосибірську.
Як і інші вагони з мостовими візками одинарного підвішування, КТМ-5М3 завдає руйнівний вплив на рейкову колію через великі непідресорені маси в порівнянні з вагонами з візками подвійного підвішування. Найбільш характерним прикладом такого впливу є так звана хвилеподібна деформація рейок. Крім того, через один ступінь підвішування ритмічні ударні впливи при наявності повзунів на колесах передаються на корпус вагона, що додатково погіршує ситуацію як зі станом колії, так і рухомого складу. Як правило, такого роду труднощі були невідомі до введення КТМ-5М3 в експлуатацію.
Через дрібні недоліки конструкції слід відзначити той факт, що «анатомічні» сидіння з глибокою посадкою виявилися незручними для повних або високих пасажирів, а зсувні двері не стали панацеєю від поломок за надмірного завантаження вагона — хоча двері й не видавлюються, але пошкоджується ланцюговий механізм їхнього приводу. Більш стійкий рейковий механізм для зсувних дверей застосували вже на наступній моделі УКВЗ, 71-608.
Загалом же КТМ-5М3 можна охарактеризувати як невдалу спробу перекладання «Татри» на радянські умови виробництва і експлуатації, а потім — зміни орієнтації з «просунутої моделі» на «нескладну масову». Проте, незважаючи на відмову від люмінесцентного освітлення та прискорювача в складі РКСУ, КТМ-5М3 значною мірою зберіг основні технічні рішення чеського вагона: візки мостового типу, поділ електрообладнання на високовольтну і низьковольтну частини і відсутність пневматики. До позитивних сторін спрощення можна віднести більш надійну роботу групового реостатного контролера замість прискорювача і можливість руху на моторах одного візка в разі виходу з ладу одного з двигунів (T3 в такій ситуації доводилося штовхати наступним вагоном). У ролі дешевого радянського масового аналога чеського вагона, КТМ-5М3 цілком досяг успіху, але навіть до початку свого серійного виробництва він безнадійно застарів у порівнянні зі світовим рівнем розвитку конструкторської думки для трамвайного рухомого складу (в Чехословаччині вже випробовувалися прототипи з тиристорно-імпульсною системою управління або зчленовані одиниці). До кінця 1980-х років з появою низькопідлогового рухомого складу КТМ-5М3 став цілковитою архаїкою, яка, на відміну від інших старих трамваїв, не викликає особливої ностальгії вагоноводів або любителів історичного громадського транспорту. З іншого боку, для багатьох трамвайних господарств Росії КТМ-5М3 досі лишається єдиним видом рухомого складу, який може з мінімальними витратами підтримуватися на цілком пристойному рівні, що характеризує вагон скоріше з позитивного боку.
У деяких містах, наприклад в Новокузнецьку, вагони КТМ-5М3 проходять поглиблений КВР, після якого термін служби їх значно збільшується. Відновлені вагони можуть дати фору навіть новим вагонам КТМ (71-619).

## Спецвагони на базі 71-605
На базі вагона 71-605 було створено багато вагонів спеціального призначення. Це робилося як на заводах, наприклад ВРТТЗ, де виготовляли знамениті «ВТК», так і силами самих трамвайних господарств.
З 71-605 виготовлені вантажні вагони, снігоочищувачі, крани, рейкошліфувальні та рейкозварювальні вагони, рейкотранспортери, вагони-вишки контактної мережі і мережевимірювачі, буксири, моторні платформи і т. д. На базі візків цього вагона виготовлені причіпні вагони, такі як ВТК-09Б

## Де можна побачити

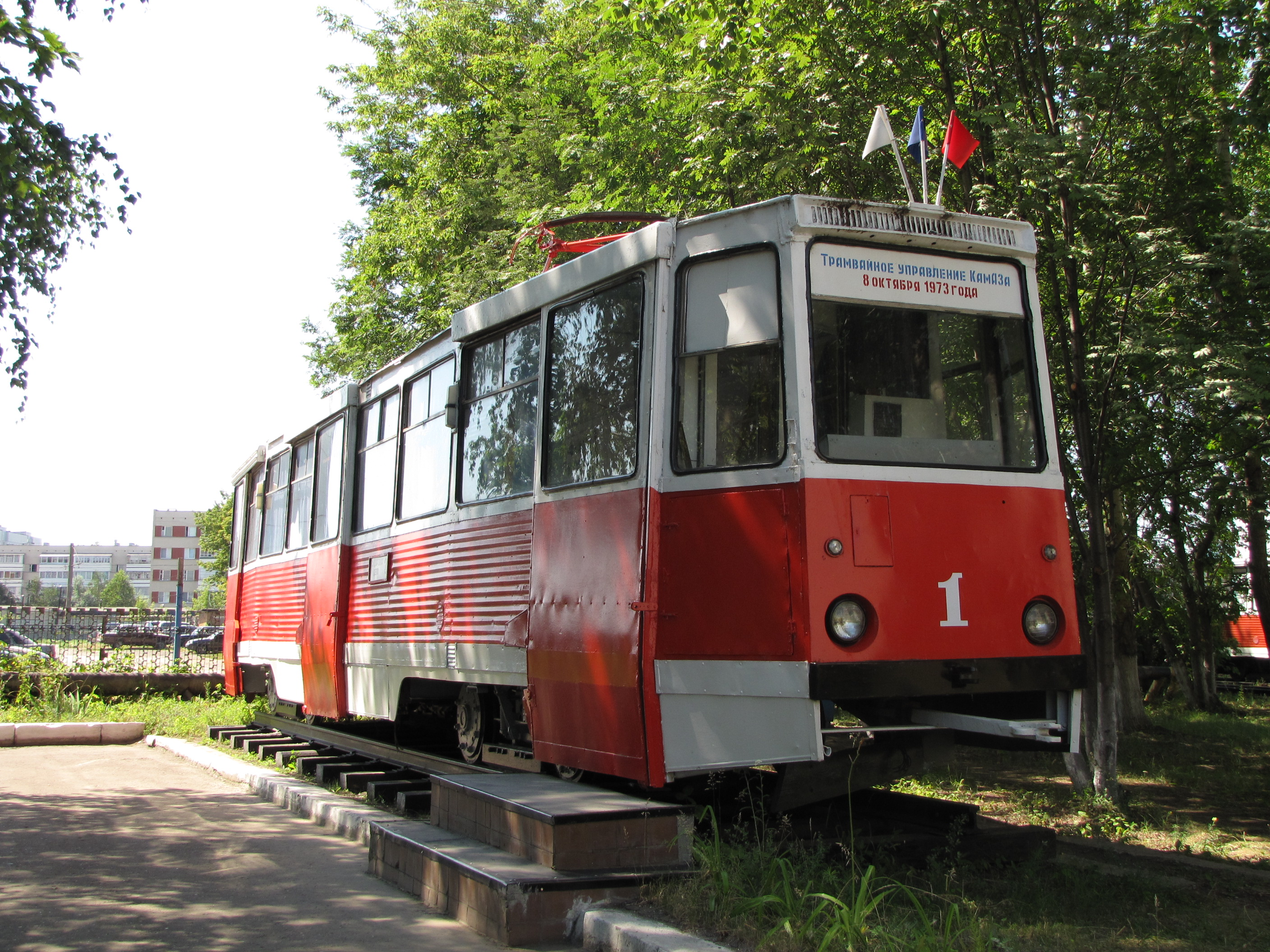
Музейний трамвай 71-605 в Набережних Челнах на території трамвайного депо

Станом на січень 2019 року трамвайні вагони сімейства КТМ-5/71-605 (2366 одиниць) все ще працюють в значному числі трамвайних господарств.
Міста, в яких експлуатуються КТМ-5:
- Росія:

Ангарськ, Ачинськ, Бійськ, Владивосток, Волзький, Златоуст, Іркутськ, Красноярськ, Комсомольськ-на-Амурі, Краснотур'їнськ, Кемерово, Краснодар, Коломна, Липецьк, Магнітогорськ, Нижній Тагіл, Нижній Новгород, Новокузнецьк, Набережні Челни, Новотроїцьк, Новосибірськ, Нижньокамськ, Омськ, Орськ, Осинники, Прокоп'євськ, Перм, Смоленськ, Старий Оскол, Салават, Саратов, Таганрог, Усть-Каменогорськ, Томськ, Усть-Ілімськ, Усольє-Сибірське, Улан-Уде, Хабаровськ, Череповець, Челябінськ, Ярославль
- Україна:

Авдіївка, Горлівка, Дніпро, Кам'янське, Єнакієве, Костянтинівка, Конотоп, Кривий Ріг, Маріуполь, Миколаїв
- Білорусь:

Вітебськ, Мозир, Новополоцьк
- Казахстан:

Павлодар, Темиртау
- Латвія:

Даугавпілс
Міста, в яких КТМ-5 виведено з експлуатації:
- Санкт-Петербург, Твер, Казань, Алмати, Орел, Ташкент, Владикавказ, Ростов-на-Дону, Ульяновськ, Уфа, Харків.

Однак у міру старіння (вагонам останнього випуску вже 26 років, а найстарший вагон із заводським номером 665, випущений в 1971 році, до цього дня працює в Павлодарі під бортовим номером 53) все більше їх число списується, часто з браком фінансування це призвело до закриття трамвайних систем у Воронежі, Іванові, Рязані, Астрахані, Дзержинську, Тбілісі, Сумгаїті, Караганді, Баку, Шахтах, Краматорську, Луганську та Макіївці. Значна частина рухомого складу в Челябінську і в Саратові складається з КТМ-5.